# Pessimisme (philosophie)

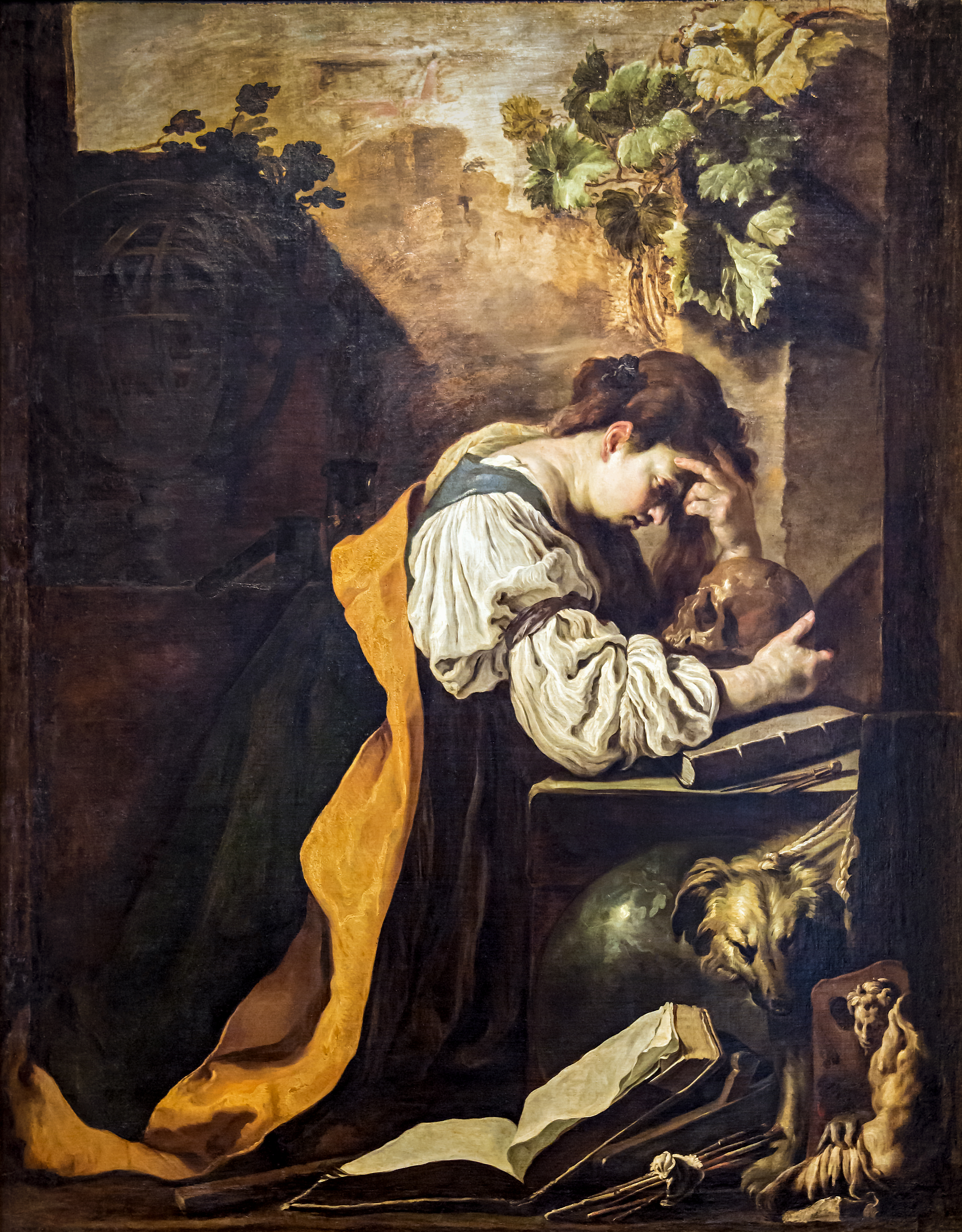
La mélancolie de Domenico Fetti (1612). La mort, la finitude humaine et la souffrance constituent les thèmes principaux du pessimisme philosophique.

Le pessimisme philosophique, ou pessimisme « spéculatif », est une conception négative du monde fondée sur des principes ontologiques ou métaphysiques. Il se distingue en ce sens du pessimisme psychologique, qui est une disposition à considérer les choses sous leurs mauvais côtés. Interprétant le mal (la souffrance ou l'injustice) comme la suite nécessaire de l'essence du monde, le pessimisme philosophique prétend découler d'une approche lucide de la réalité. Accordant au monde dans lequel nous vivons une valeur négative, il le considère comme pire que le néant, voire comme le pire des mondes possibles. Le pessimisme ainsi entendu est un nihilisme axiologique, se rapportant à la valeur du monde, qui fait du néant quelque chose de préférable à l'existence.
Le terme « pessimisme » apparaît en 1759 dans un magazine littéraire (L'Observateur littéraire), l'année où est publiée Candide ou l'optimisme de Voltaire. Il y désigne une attitude opposée à l'optimisme philosophique de Leibniz. Jusqu'au début du XIXe siècle, avant qu'Arthur Schopenhauer ne justifie le pessimisme sur le plan philosophique, il prend une signification essentiellement psychologique. Puis, avec Schopenhauer, le pessimisme trouve un fondement métaphysique dans la notion de « vouloir-vivre ». Il implique, d'une part, la prédominance nécessaire de la souffrance sur la jouissance, d'autre part, l'absurdité de cette souffrance. Le monde n'est plus regardé comme le résultat d'un projet divin mais comme l'expression d'une « Volonté » aveugle et contradictoire. Sa valeur devient négative.
De manière paradoxale, le pessimisme philosophique peut parfaitement s'allier avec un optimisme pratique qui nous enjoint de profiter du moment présent, ou avec un optimisme moral qui nous porte à accomplir nos devoirs. Par ailleurs, il n'est pas incompatible avec un certain optimisme personnel. Cependant, il s'oppose à toutes les formes transcendantales (théologiques ou métaphysiques) d'optimisme. Alors que l'optimisme transcendantal, tout en reconnaissant la souffrance et la finitude humaine, les justifie en leur conférant un sens positif dans un « au-delà » du monde sensible, le pessimisme philosophique, à l'encontre de toute perspective théologique ou téléologique, soutient que la souffrance du vivant est dépourvue de sens et par conséquent injustifiable.

## Pessimisme antique

### Bouddhisme

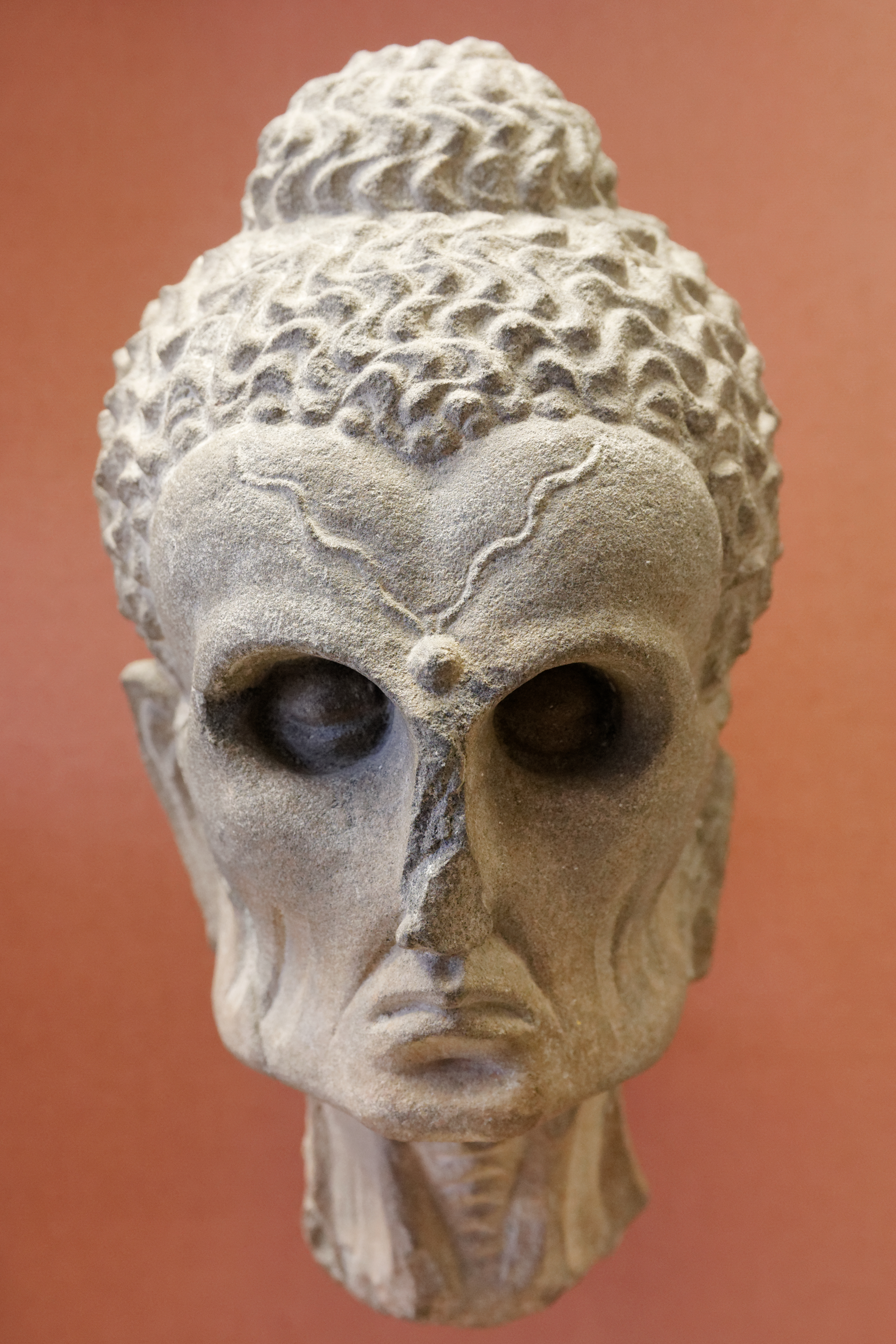
Tête du Bouddha jeûnant (vers 100-300 ap. J.-C., nord du Pakistan). Le « pessimisme bouddhiste » aurait été introduit dans les territoires grecs grâce aux liens culturels existant entre eux et l'Inde occidentale.

Historiquement, le pessimisme philosophique semble d'abord s'être présenté en Orient, sous l'aspect en partie religieux du bouddhisme. Celui-ci aurait exercé une certaine influence sur la philosophie gréco-romaine à partir de l'époque ptolémaïque, en particulier sur les doctrines pessimistes d'Hégésias de Cyrène et plus tard des gnostiques. Cette thèse est notamment avancée par Jean-Marie Guyau qui, en pleine période de controverse à propos du pessimisme allemand (années 1870-1880), décèle dans la philosophie d'Hégésias le thème pessimiste du bouddhisme, qu'il voit comme un « palliatif de la vie ». Il en fait le résumé suivant :
« Le plus souvent, l’espérance entraîne avec elle la déception, la jouissance produit la satiété et le dégoût ; dans la vie, la somme des peines est supérieure à celle des plaisirs ; chercher le bonheur, ou seulement le plaisir, c’est donc chose vaine et contradictoire, puisqu’en réalité, on trouvera toujours un surplus de peines ; ce à quoi il faut tendre, c’est seulement à éviter la peine ; or, pour moins sentir la peine, il n’est qu’un moyen : se rendre indifférent aux plaisirs mêmes et à ce qui les produit, émousser la sensibilité, anéantir le désir. L’indifférence, le renoncement, voilà donc le seul palliatif de la vie ».
Arthur Schopenhauer, au début du XIXe siècle, avait lui-même perçu dans le bouddhisme les traits essentiels de son pessimisme : le désir ou la « soif » comme source universelle de la souffrance, la compassion et l'extinction du vouloir-vivre comme remèdes à cette souffrance. On peut résumer l'essentiel de ce « pessimisme bouddhiste » par les quatre propositions suivantes :
1. l'existence est inséparable de la douleur ;
2. la douleur est la conséquence du désir ou de la « soif de vivre » ;
3. l'existence et la douleur peuvent cesser par le nirvana ;
4. le nirvana s'obtient par la destruction du désir et l'absolu détachement de soi-même.

L'interprétation du bouddhisme en tant que doctrine pessimiste, très répandue en Europe depuis le milieu du XIXe siècle, quand s'est diffusée la philosophie de Schopenhauer à travers le continent, est aujourd'hui largement remise en cause par les bouddhistes eux-mêmes.

### Hégésias de Cyrène
Hégésias, dit « Peisithanatos » (« Celui qui pousse à la mort »), est un philosophe grec né à Cyrène, en Libye, vers l'an 290 av. J.-C. Il est issu de la double tradition socratique et hédoniste de l'école cyrénaïque, mais s'en détache nettement par le pessimisme radical qu'on lui attribue. Son enseignement ayant entraîné plusieurs suicides, le roi Ptolémée II finit par interdire ses livres, fermer son école et l'exiler. Tous ses écrits ont été perdus et on ne connait sa philosophie qu'à travers ce qu'en dit Diogène Laërce, qui le considère comme « l'apologète du suicide ». Diogène prête d'abord à Hégésias l'affirmation explicite de l'impossibilité du bonheur : 
« Le bonheur est chose absolument impossible, car le corps est accablé de nombreuses souffrances, l’âme qui participe à ces souffrances du corps en est aussi troublée, enfin la fatalité empêche la réalisation de bon nombre de nos espoirs, si bien que pour ces raisons le bonheur n’a pas d’existence réelle. »
Une autre raison avancée par Hégésias pour justifier l'impossibilité du bonheur est l'« émiettement » des plaisirs. Dans ce qui semble être son principal ouvrage, L’abstinent, Hégésias met en scène un héros qui se prive de toute nourriture et meurt de faim afin d’échapper à une existence où le bonheur est rendu inaccessible à cause de cet émiettement. Le bonheur étant à la fois inaccessible et la seule chose qui soit positive dans l'existence, la mort devient de fait préférable à la vie. Hégésias aurait pour cette raison conseillé le suicide à ses disciples.
Selon certains auteurs, les positions d'Hégésias de Cyrène se rapprochent du bouddhisme, ses idées rappelant notamment la doctrine bouddhiste de la souffrance. On pense qu'il a pu être influencé par les missionnaires qu'Ashoka, empereur indien du IIIe siècle av. J-C, avait envoyés vers les territoires grecs.

### Gnosticisme

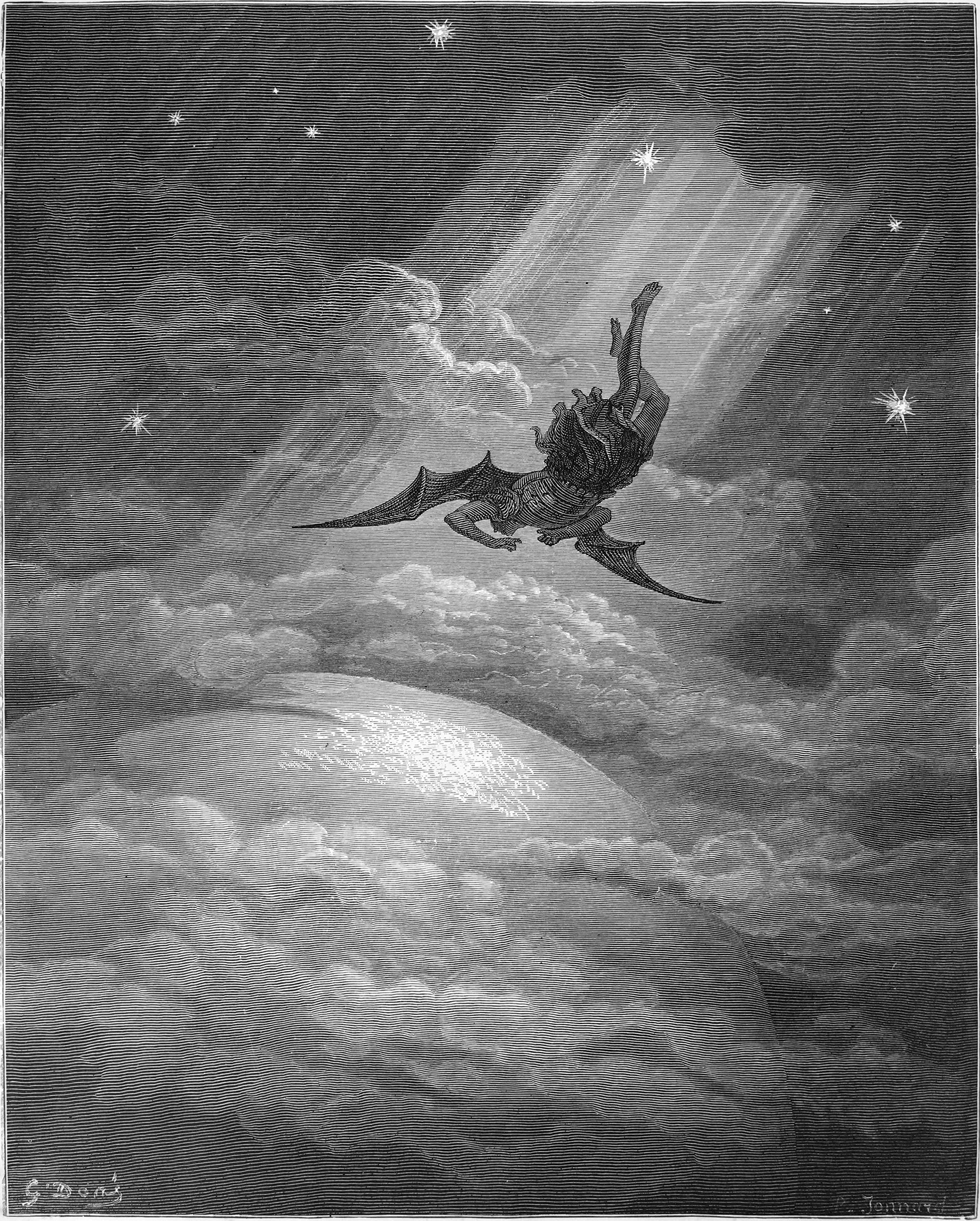
Le paradis perdu de Gustave Doré. Pour les gnostiques, l'homme a été « jeté » dans le monde où il est condamné à vivre dans l'humiliation et la souffrance.

Le gnosticisme est un mouvement religieux composite imprégné de philosophie gréco-latine, se revendiquant le plus souvent du « vrai » christianisme, bien qu'il soit jugé hérétique par l'Église catholique. Il se caractérise par une philosophie du salut fondée sur la « gnose », autrement dit sur la connaissance du divin, et par son dénigrement du monde terrestre, créé par une puissance néfaste. De façon générale, le gnostique considère son corps négativement : il est la « prison », le « tombeau », le « cadavre » où son moi authentique a été enfermé. Il est une chose étrangère qu'il faut subir, un « compagnon indésirable » ou un « intrus » qui tire l'esprit vers le bas, le plonge dans le dégradant oubli de son origine. La chair est interprétée en ce sens comme un état d'humiliation et de souffrance engendré par une force démoniaque, pervertie ou affaiblie, tapie dans la matière. Cet état condamne tous les hommes à vivre dans une sorte d'enfer qui n'est autre que le monde sensible. La  vision pessimiste des gnostiques s'étend à tout le cosmos, conçu comme une œuvre manquée, voire funeste ou criminelle. L'homme y est « jeté », puis enfermé sans espoir.
Dans la pensée gnostique, le problème du mal est une interrogation lancinante qui conduit à l'adoption d'une perspective dualiste. En effet, le gnostique est amené soit à opposer Dieu et l'esprit à la matière ou à un principe mauvais, soit à distinguer du Dieu transcendant, inconnu ou étranger au monde et absolument bon, un dieu inférieur ou ennemi, créateur du monde et des corps. Dans ce dernier cas, le divin, rejeté entièrement hors du sensible, ne subsiste plus que dans la partie « lumineuse » de l'âme humaine, éteinte cependant chez la grande majorité des hommes. Par ailleurs, en plus d'affirmer le caractère intrinsèquement mauvais du monde, le gnostique le conçoit comme hermétiquement clos, entouré par les « ténèbres extérieures », par une « grande mer » ou par un « mur de fer » identifié au firmament. Non seulement il est fortifié contre Dieu, mais Dieu lui-même a été obligé de se fortifier contre l'atteinte du monde. Des barrières inexorables s'opposent ainsi à l'évasion de l'âme hors du domaine terrestre.
Habité par le sentiment d'être étranger au monde, où on l'a fait chuter, le gnostique découvre qu'il est par essence originaire d'un au-delà, bien que son corps et ses passions inférieures appartiennent à ce monde. Il comprend alors qu'il est de la race (génos) des élus, des êtres supérieurs et « hypercosmiques ». S'il aspire désespérément à un au-delà, c'est parce qu'il éprouve en lui la nostalgie lancinante de la patrie originelle d'où il est tombé. Cette nostalgie affecte la partie supérieure de son âme, qui est un principe divin en exil ici-bas, et que seule la reconnaissance de son origine première – la gnose proprement dite – peut sauver. Ceux dont la partie supérieure de l'âme est restée éteinte, ou qui en sont dépourvus, à savoir l'ensemble des individus que les gnostiques appellent les hyliques (la majorité des êtres humains et la totalité des animaux), sont condamnés quant à eux à la destruction ou à errer en ce monde, subissant le cycle terrifiant des réincarnations.

## Pessimisme allemand

### Caractéristiques générales

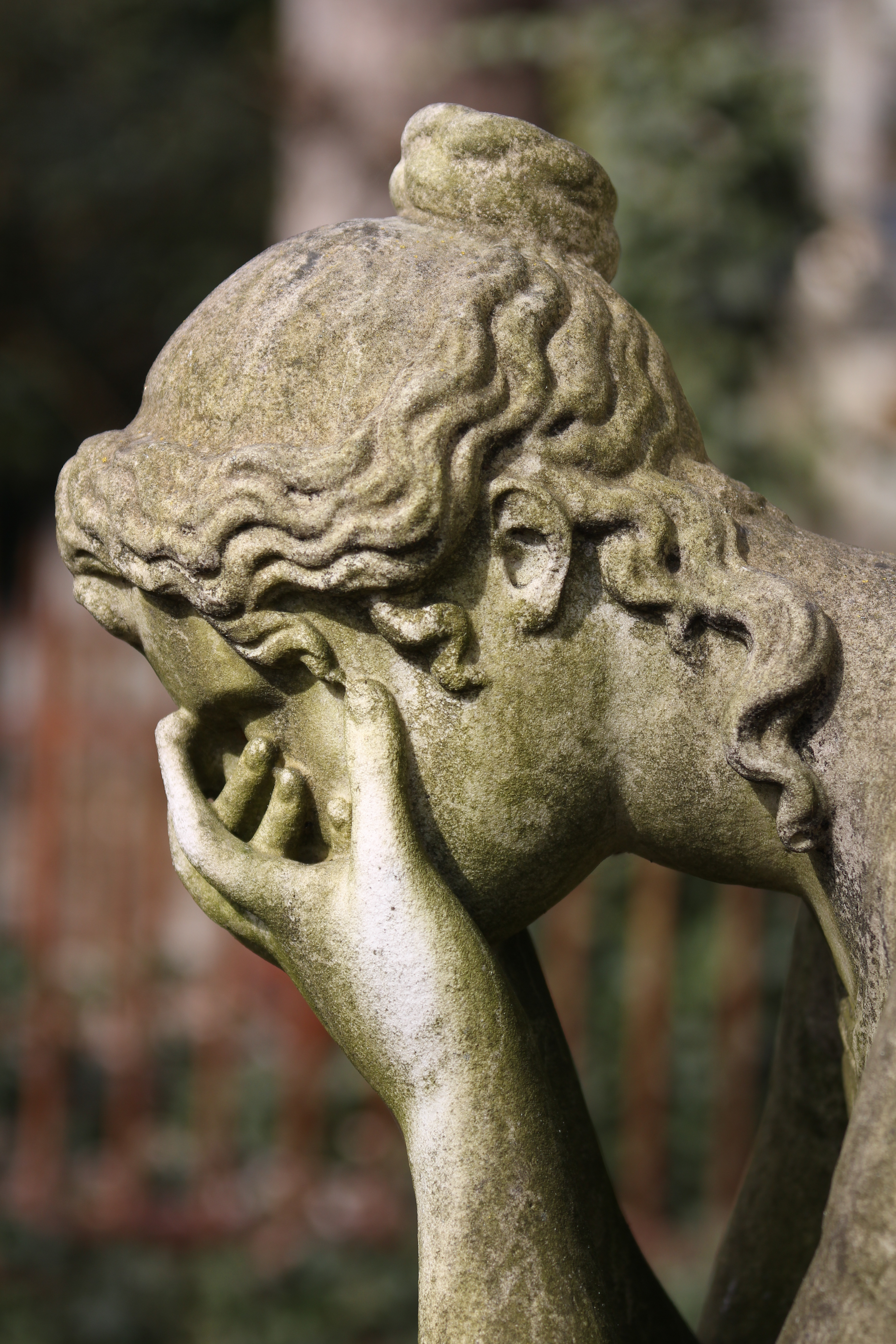
Apparu dans le contexte du romantisme allemand, l'expression Weltschmerz, littéralement « douleur du monde », finit par désigner une perception négative de l'existence à laquelle fait écho l'esprit « fin de siècle ».

C'est vers le milieu du XIXe siècle que le pessimisme commence à se répandre dans les cercles intellectuels allemands, d'abord sous la forme d'un sentiment mélancolique diffus. Au début des années 1860, le pessimisme fait déjà partie de l'esprit du temps. Toute une littérature mélancolique se développe alors, contribuant à nourrir un état d'esprit général que la langue allemande désigne par le terme Weltschmerz (« douleur du monde »). Cette expression apparaît dans le contexte du romantisme tardif, dans les années 1820-1830, sous la plume de poètes tels que Jean Paul, Heinrich Heine ou Nikolaus Lenau. Elle est ensuite utilisée de façon ironique par les critiques des auteurs romantiques pour désigner une sensibilité littéraire et artistique exagérée, tournée vers les aspects négatifs de l'existence. Bien que la notion de Weltschmerz ne coïncide pas exactement avec le concept de pessimisme philosophique, elle renvoie au terreau culturel de ce dernier, et trouve un certain équivalent dans la notion française de « fin de siècle ».
Si les premières manifestations du pessimisme remontent à l'Antiquité, jamais il n'a pris une tournure aussi philosophique et n'a été aussi réfléchi qu'en Allemagne durant la seconde moitié du XIXe siècle. Pendant près de cinquante ans, la question du pessimisme domine même la pensée philosophique allemande, et la « querelle du pessimisme » y constitue la principale controverse. La discussion engagée alors en Allemagne autour de ce courant s'accorde largement sur ce qui constitue sa thèse centrale – la thèse de la valeur négative de l'existence – et on peut ainsi légitimement parler d'un « pessimisme allemand ». Celui-ci s'érige pour la première fois en système philosophique avec Arthur Schopenhauer et la parution en 1819 de son livre phare, Le Monde comme volonté et comme représentation. Pour Schopenhauer comme pour tous les pessimistes allemands à sa suite, il est nécessairement pire d'être que de ne pas être, et l'anéantissement est donc toujours préférable à la subsistance, même si notre propre vie peut valoir la peine d'être vécue.
La valeur négative donnée par le pessimisme allemand à l'existence s'appuie sur deux types de justifications :
1. celles concernant le rapport quantitatif entre la souffrance et la jouissance, la vie impliquant plus de souffrance que de jouissance (pessimisme « eudémonologique », relatif à la question du bonheur) ;
2. celles concernant le rapport entre les progrès et réussites d'une part, et les régressions ou échecs d'autre part, la vie impliquant à terme l'annulation de toute réalisation positive (pessimisme « praxéologique », relatif à l'action).

Les justifications du premier type sont mises en avant par les pessimistes qui évaluent l'existence dans son ensemble en fonction de la prédominance supposée du malheur sur le bonheur, et qui accordent donc dans leur évaluation la primauté à la sensibilité. Lorsque leur pessimisme se limite à cette estimation, ils admettent la possibilité de trouver un sens – moral, politique, esthétique ou spirituel – dans l'activité humaine ou l'engagement, et ils sont souvent favorables à l'idée de progrès. Eduard von Hartmann et Philipp Mainländer sont les deux principaux représentants de cette première forme (modérée) de pessimisme, compatible avec leur optimisme social. Les justifications du second type, quant à elles, sont avancées par les philosophes qui insistent sur l'impossibilité de donner un sens véritable à notre vie par nos actions, notre réflexion ou nos connaissances. Ces pessimistes n'excluent pas l'idée qu'il y ait des obligations morales et des « vérités », mais ils rejettent toute perspective d'accomplissement et de progrès fondée sur elles, et considèrent l'existence comme totalement absurde et désespérante. Arthur Schopenhauer, dans une certaine mesure, et Julius Bahnsen sont les deux principaux représentants de cette seconde forme (radicale) de pessimisme.
On peut schématiser ces deux tendances du pessimisme allemand de la façon suivante : 
| Pessimisme « eudémonologique »                    | Pessimisme « praxéologique »                       |
| ------------------------------------------------- | -------------------------------------------------- |
| Eduard von Hartmann, Philipp Mainländer           | Arthur Schopenhauer, Julius Bahnsen                |
| Monde malheureux                                  | Monde mauvais ou désespérant                       |
| Plus de souffrance que de jouissance              | Aucune jouissance véritable                        |
| Raison agissant sur le monde                      | Impuissance de la raison                           |
| Morale centrée sur le devoir                      | Morale centrée sur la pitié ou l'héroïsme tragique |
| Possibilité de donner ou trouver un sens          | Absence totale de sens                             |
| Possibilité ou réalité du progrès humain          | Impossibilité du progrès humain                    |
| Possibilité d'une délivrance par l'anéantissement | Impossibilité de toute délivrance                  |

### Schopenhauer

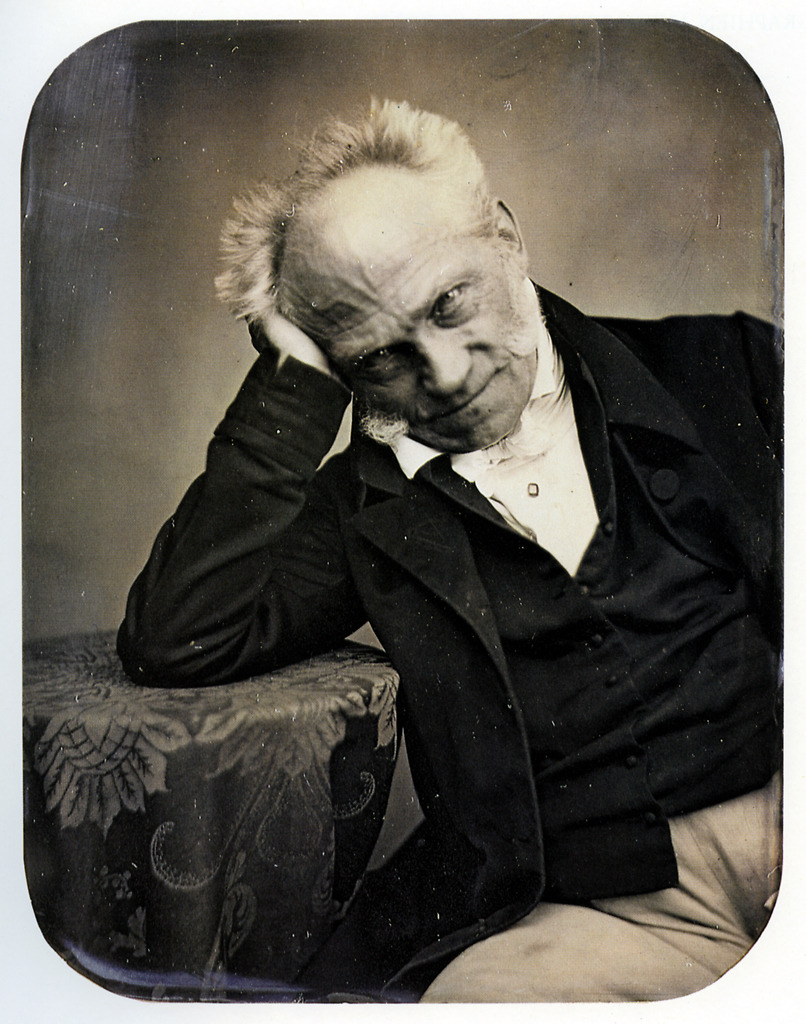
Arthur Schopenhauer en 1852. Il est le premier philosophe allemand à se réclamer du pessimisme.

Reprenant les thèses du bouddhisme, Arthur Schopenhauer fonde la première doctrine philosophique ouvertement pessimiste en partant d'une analyse de la nature du vivant : être pour un organisme vivant, c'est agir, autrement dit faire effort. Cette idée est généralisée à tout l'univers : la Volonté est le principe, l'essence ou le fond de chaque être. Puisque tout est fondamentalement volonté, et que la volonté dans le monde est éclatée en autant de volontés individuelles que d'individus, tout souffre, car tout entre en conflit avec tout. Par ailleurs, dans l'individu, la volonté prend nécessairement la forme d'un désir insatiable. Le plaisir, quand il existe, n'est qu'une limitation de la douleur consistant en sa cessation provisoire, autrement dit, en une négation éphémère de la souffrance. S'opposant en ce sens frontalement à Leibniz et à son optimisme métaphysique, Schopenhauer affirme que le monde actuel n'est pas le meilleur des mondes possibles, mais au contraire le pire,. Ce n'est que par l'anéantissement de l'individu et de son vouloir-vivre, au terme d'une existence fondée sur l'abnégation et le détachement de soi, qu'une forme de félicité, toute négative, peut y être atteinte.
Allant même plus loin que le pessimisme attribué au bouddhisme, Schopenhauer considère que les efforts que nous faisons pour échapper au vouloir-vivre ne sont encore que des affirmations de ce vouloir, qui est indestructible. Dans le suicide, c'est toujours la volonté, comme volonté d'en finir avec la vie, qui s'affirme par la suppression de son phénomène. Ce n'est en effet qu'une apparence phénoménale – l'individu – qui est supprimée alors et non la volonté elle-même. La négation de la volonté, si elle était possible, consisterait en la négation du monde, en son anéantissement, mais nous redoutons le néant comme des enfants qui ont peur de l'obscurité, et cette peur est encore une manifestation du vouloir-vivre dans notre nature. Pourtant, la suppression de tout ce qui existe dans le monde serait le seul moyen d'échapper définitivement à une condition « de misérable et de désespéré ».
Pour Guy de Maupassant, Schopenhauer est un briseur d’illusions, le « plus grand saccageur de rêves qui soit passé sur la terre ». Alors qu'au lendemain de la Révolution française souffle en Europe un vent d’optimisme et de confiance dans le progrès et la raison, Schopenhauer affirme l'impossibilité de tout progrès véritable ainsi que le caractère irrationnel de l'existence. Son pessimisme n’est pas pour autant similaire à ce qui sera plus tard appelé le « déclinisme ». Il ne s'agit pas d'un pessimisme prospectif, concernant l'avenir du monde et de l'homme, mais d'un pessimisme philosophique dont la portée est métaphysique et anthropologique, puisqu'il fait de la souffrance une dimension constitutive de la condition humaine et de la vie en général. La souffrance prend en effet sa source dans une contradiction fondamentale liée au fait que la Volonté s'objective et se fragmente dans le monde. Pour Schopenhauer, c'est cette contradiction inhérente à l'essence du monde qui le condamne à s’affirmer contre lui-même et à souffrir.
Dès lors, plus l'homme est conscient de la vie, plus il se rend compte que la vie est souffrance. Celle-ci est inépuisable et croît avec la sensibilité. La volonté, qui tend à la satisfaction et à l'accomplissement, est quant à elle vaine : aucune satisfaction ne dure et l'effort ne trouve son terme dans aucun but. De sa doctrine pessimiste, Schopenhauer déduit la morale de l'universelle pitié, qui est une morale de la compassion pour tous les êtres souffrants dont nous partageons la condition fondamentale. Elle repose sur l'identification de soi-même avec chacun des êtres sensibles, et s'étend non seulement à l'ensemble des êtres humains, mais également à l'ensemble des êtres vivants. Cette morale de la compassion universelle va de pair avec une aspiration à l'anéantissement de l'individu, où réside toute souffrance. L'abnégation et la pitié, parce qu'elles nous détachent de nous-mêmes et détruisent en nous le vouloir-vivre, constituent pour Schopenhauer des étapes préalables à cet anéantissement.

### Hartmann

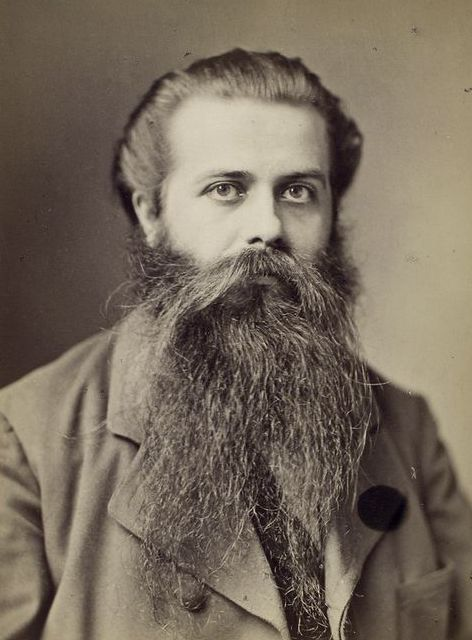
Karl Robert Eduard von Hartmann, auteur de la Philosophie de l'Inconscient. Il envisage le « Suicide cosmique » comme un dénouement de l'histoire de l'humanité parvenue à la pleine conscience.

Dans son ouvrage intitulé Philosophie de l'Inconscient, paru en 1869 et devenu célèbre dès les premières années de sa publication, Eduard von Hartmann, tout en se présentant comme l'héritier d'Arthur Schopenhauer, remplace le principe schopenhauerien de la Volonté par son propre principe de l'Inconscient. Acteur invisible de l'histoire et instigateur caché de l'évolution, l'Inconscient comprend indissociablement la Volonté irrationnelle qui pousse le monde à exister, et « l'Idée », au sens hégélien, qui est l'élément rationnel et organisateur du monde. Concept métaphysique plutôt que psychologique, l'Inconscient hartmannien mène toutes les créatures à ses fins, bien que cette finalité soit contraire à leurs intérêts particuliers. Il s'oppose logiquement, par son unité et sa perfection, à la conscience, présente en chaque individu sous une forme au moins élémentaire. Par contraste avec l'Inconscient, la conscience est vue par Hartmann comme une réalité négative en vertu de laquelle les deux principes de la Volonté et de l'Idée deviennent antagonistes, entrainant ainsi la division du monde et les conflits qui l'animent. Dans cette perspective, la douleur est première par rapport au plaisir, et la somme des douleurs l'emporte nécessairement sur celle des plaisirs. Appartenant à l'essence même de la conscience qui constitue le monde, la souffrance est destinée à y régner ou à disparaître avec lui.
Si Hartmann condamne la tentative de Schopenhauer pour démontrer que le monde réel est le plus mauvais des mondes possibles, il lui donne raison sur le fond : l'existence de ce monde étant nécessairement associée au règne de la souffrance, il est pire que sa non-existence, pire donc que le néant,. Mais influencé également par Hegel, Hartmann affirme que l'évolution de l'histoire va paradoxalement dans le sens du développement rationnel de l'Idée et de sa prévalence sur la Volonté inconsciente. Néanmoins, c'est bien la Volonté considérée en tant que principe irrationnel qui a produit le monde. Celui-ci est par là même inévitablement empli de maux et de douleurs que l'on ne saurait extirper. Ce que réalise par conséquent le développement historique de l'Idée est la prise de conscience progressive de ces maux et de leur caractère inévitable, non leur remplacement par la conscience. Le « Suicide cosmique » apparaît dès lors comme l'unique solution finale pour l'avenir du genre humain parvenu à la pleine conscience, bien que pour Hartmann, un tel dénouement eût été préférable au début même du processus cosmique. Comme chez Schopenhauer, la conscience, avec ses degrés divers jusqu'à l'homme, est dans la philosophie de Hartmann le moyen d'atteindre par défaut cet anéantissement final.
Hartmann admet cependant la réalité du progrès humain. Mais au lieu d'être chez lui une marche vers le bonheur individuel, il est une croissance et un perfectionnement général de la civilisation. Sa vision du progrès reste en ce sens pessimiste, le développement de la civilisation engendrant non seulement plus de misère, mais aussi une meilleure perception des maux qu'elle produit. Par ailleurs, si le siècle des avancées scientifiques et techniques – le XIXe siècle – est également celui du pessimisme, c'est parce que le perfectionnement de la civilisation implique l'élévation du niveau d'exigence des individus, devenus plus sensibles aux injustices, aux difficultés de la vie et au manque. Ce phénomène s'explique par le lien indissoluble qui existe entre le progrès civilisationnel et le développement de la conscience. Ce processus d'accroissement est lui-même envisagé dans une sorte d'odyssée gnostique où se joue une véritable tragédie. C'est la Chute d'une « puissance rebelle », selon l'expression d'Adolphe Franck, qui est en effet racontée. Dans ce récit, la conscience, qui a entrainé une profonde division du monde, est « destinée à expier son crime par une mort éternelle », et plus elle s'éloigne de l'Inconscient, plus elle avance dans la voie de la négation, jusqu'au moment ultime où, par sa propre « immolation », elle retourne au néant originel, sans espoir de rédemption.

### Maïnlander

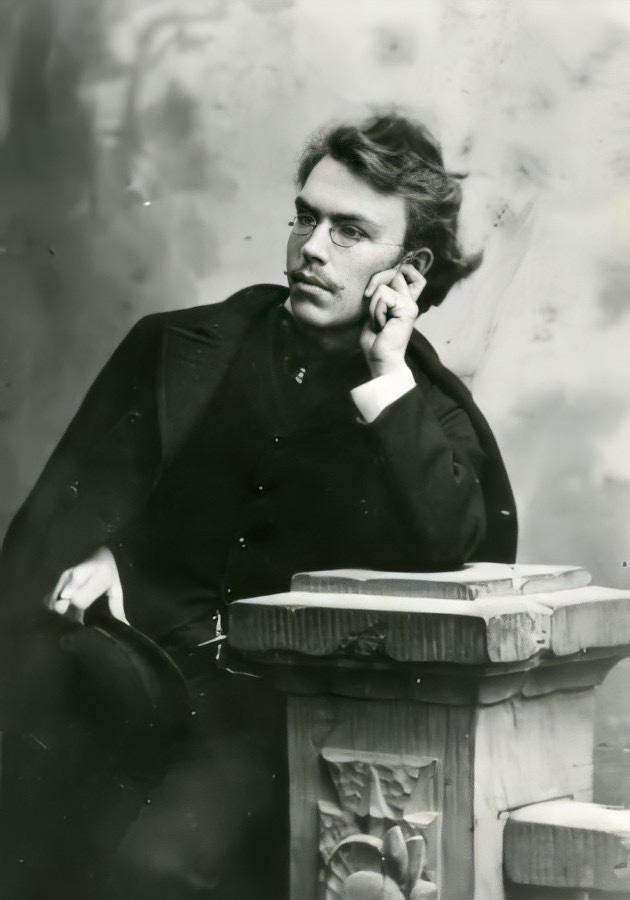
Philipp Mainländer. En 1876, il publie une Philosophie de la Rédemption et se suicide peu après.

Poète et philosophe, Philipp Mainländer est principalement connu pour sa Philosophie de la Rédemption (Die Philosophie der Erlösung), œuvre marquée par un profond pessimisme qu'il fait publier juste avant son suicide en 1876. Pour Théodore Lessing, il s'agit du « système de philosophie pessimiste probablement le plus radical de toute la philosophie », bien qu'elle s'inscrive dans l'héritage philosophique de Schopenhauer. Mainländer y articule le concept de « mort de Dieu », qui trouve rapidement un écho dans la philosophie de Nietzsche, et la notion de « volonté de mort ». Forme inversée du vouloir-vivre de Schopenhauer, la volonté de mort est le principe de toute existence depuis l'origine du monde. En effet, Dieu s'est en quelque sorte donné la mort en créant le monde, et depuis lors, l'anéantissement constitue le seul « salut » de l'être, sa seule possibilité de « rédemption ». Pour Mainländer, la vie n'a par elle-même aucune valeur et la volonté ne devient morale que lorsque, mue par la connaissance de la supériorité du néant sur l'être, elle vise délibérément sa suppression. Quand l'individu, par observation de sa propre volonté, constate que son salut se trouve dans sa mort, son vouloir-vivre, ou volonté de vie, se transforme en volonté de mort. La volonté de vie n'est dans cette perspective que le moyen utilisé par la volonté de mort pour accomplir son objectif.
Mainländer soutient, à l'encontre de Schopenhauer, une conception pluraliste de la réalité, appelée nominalisme. Ce pluralisme ontologique implique que les volontés individuelles sont mortelles, l'existence d'un individu étant limitée en durée comme en extension par l'existence de tout ce qui n'est pas lui. La disparition d'un individu aboutit dès lors au silence de sa volonté, réduite à néant. Dans la métaphysique de Schopenhauer, au contraire, les volontés individuelles n'étaient que des manifestations de l'essence du monde (la Volonté). De ce fait, la disparition des individus ne pouvait en aucun cas éteindre la Volonté elle-même. Il aurait fallu réduire à néant la totalité du monde pour ce faire. La métaphysique pluraliste de Mainländer, quant à elle, rend possible et même facile l'anéantissement de la volonté, et conduit à attribuer à la mort un  pouvoir négatif essentiel : celui de faire disparaître une partie du monde. Le non-être étant supérieur à l'être, la mort procure alors un bénéfice réel, plus important même que tous les autres puisqu'il est définitif. Ce bénéfice, c'est celui de la paix et de la tranquillité éternelles que Mainländer nomme « rédemption », reprenant ainsi le lexique du christianisme. Il interprète en effet le christianisme, sous sa forme mystique de religion du renoncement et du salut, comme une première révélation de sa propre philosophie.
Mainländer insiste sur la portée décisive de son pluralisme ontologique, la réalité n'étant rien d'autre que l'existence de volontés individuelles. Refusant la perspective métaphysique de Schopenhauer, et avec elle le postulat d'une Volonté fondamentale unique inaccessible à la conscience individuelle, il affirme le caractère nécessairement « immanent », empirique et représentationnel – donc non métaphysique – de la connaissance, limitée qu'elle est au champ de la conscience individuelle. Pour lui, chaque volonté, conçue comme autosuffisante tant du point de vue de la connaissance que sur le plan ontologique, est radicalement séparée des autres. Néanmoins, admet Mainländer, les sciences de la nature montrent que tous les êtres qui composent le monde sont systématiquement interconnectés, de sorte que chaque chose dépend de chaque autre chose selon des lois nécessaires. La science semble ainsi contredire la thèse selon laquelle toute volonté est fermée sur elle-même (et de ce fait libre). Cette contradiction apparente peut cependant être résolue, d'après Mainländer, en introduisant la dimension du temps : à l'origine, avant le commencement du temps, existait une seule et pure singularité, sans division aucune. Au commencement du temps, l'unité originelle du monde s'est fragmentée et différenciée, entamant par là même un processus de division qui ne cesse de se poursuivre depuis. De l'unité primitive du monde, il reste le principe de l'interconnexion des choses selon les lois de la nature, mais l'unité sous-jacente des choses appartient au passé et n'enlève donc rien au caractère individuel de la volonté.

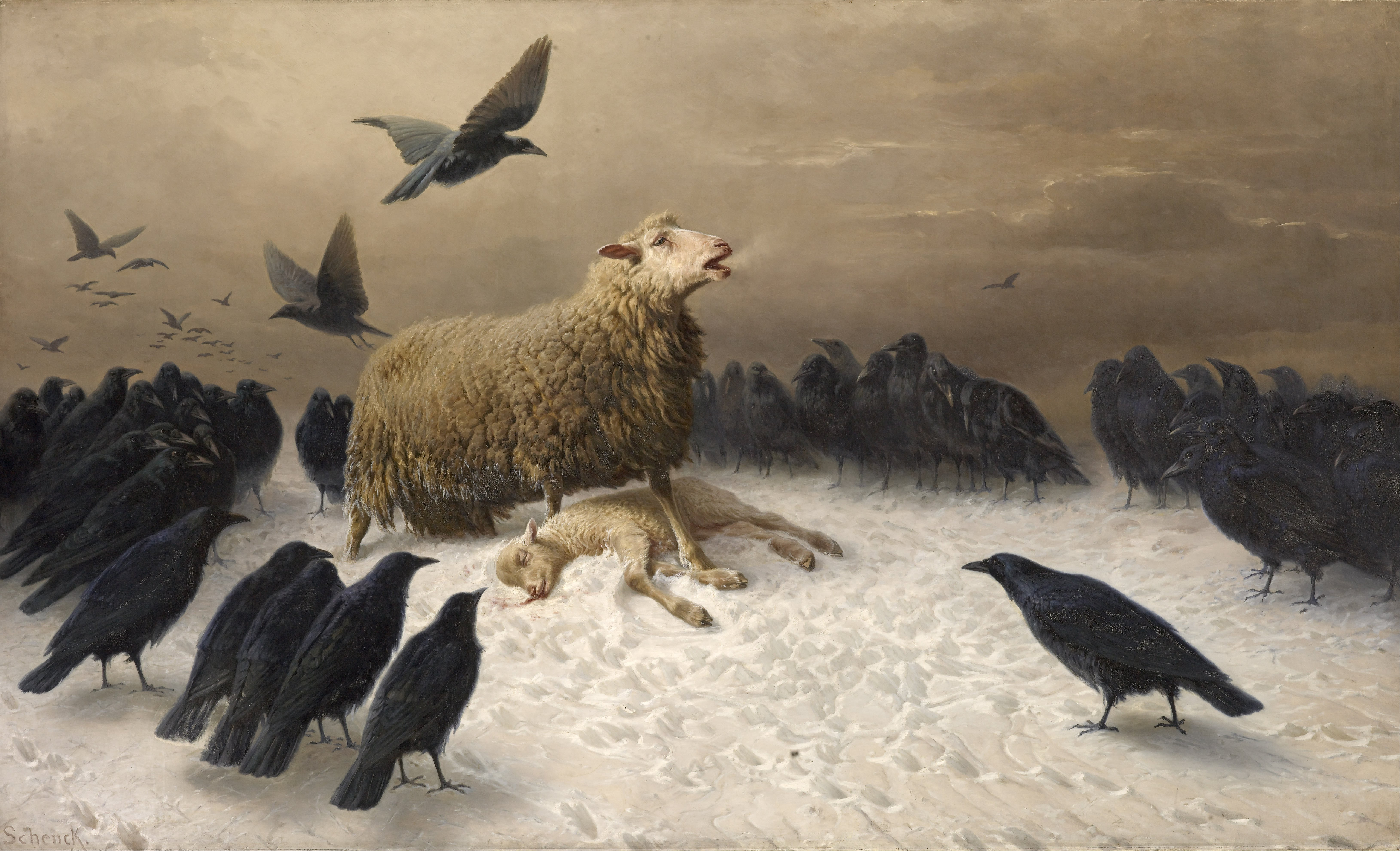
Pour Mainländer, « Dieu est mort », et le monde, voué lui-même à disparaître, est son « corps pourrissant ».

C'est pour éclairer ce passage de l'unité originelle à la multiplicité que Mainländer introduit son concept tragique de mort de Dieu. Dans une vaine prophétique, il déclare : « Dieu est mort et sa mort fut la vie du monde ». Comme l'avait pressenti le christianisme à travers la figure du Christ, Dieu – c'est-à-dire la singularité initiale – s'est sacrifié en donnant naissance au monde. Bien que nous ne puissions pas connaître véritablement les modalités de cet engendrement, il est possible selon Mainländer d'en avoir une certaine idée par analogie avec nous. Il construit dans cette perspective une remarquable mythologie anthropomorphique de la création où Dieu apparaît comme un individu parfaitement libre et omnipotent, mais qui découvre avec horreur sa propre limitation dans le fait même de son existence, qu'il ne peut abolir directement, étant la condition première de tous ses pouvoirs. Dans ce récit, Dieu, désormais habité par l'angoisse, prend conscience que son existence présente a une valeur négative, qu'elle a de ce fait moins de valeur que sa non-existence. Il décide alors d'y mettre fin non pas directement, ce qui lui est impossible, mais par la médiation d'une création. En créant le monde puis en le fragmentant en une multitude d'entités individuelles, il peut en effet réaliser progressivement son désir d'autodestruction. C'est cet élan divin vers l'autodestruction et l'anéantissement qui anime en profondeur tout le cosmos, même si l'élan vers la vie semble y dominer au premier abord. Tout ce qui existe, de l'inorganique à l'organique jusqu'à l'humain, est régi ultimement par un processus fatal d'anéantissement cosmique qui se traduit sur le plan physique par l'entropie, et au niveau du vivant par la lutte et le conflit. Mainländer considère l'ensemble de ce processus comme inéluctable, à l'instar d'une tragédie grecque où le destin que l'on cherche à fuir finit toujours par s'accomplir. Dans cette tragédie macabre, le monde tout entier n'est plus que « le corps pourrissant de Dieu ».

### Bahnsen

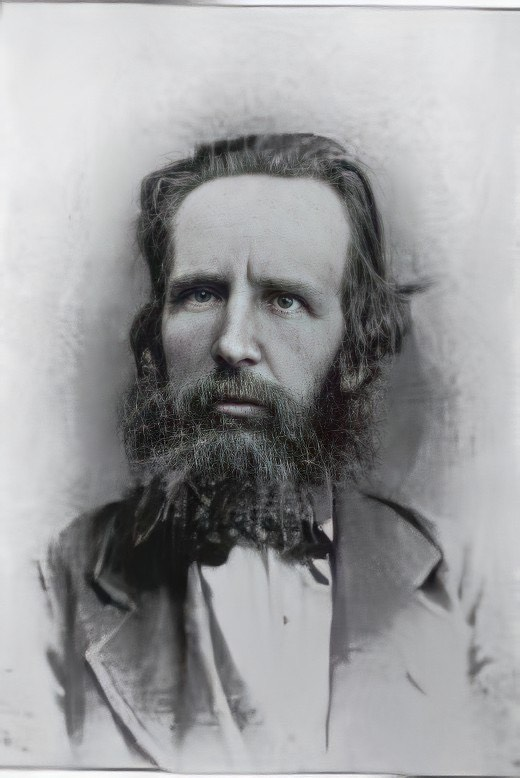
Julius Bahnsen. Son pessimisme radical exclut toute possibilité de progrès et de délivrance.

La conception pessimiste du philosophe allemand Julius Bahnsen est souvent décrite comme la forme la plus extrême du pessimisme philosophique, car, excluant toute possibilité de rédemption ou de délivrance, elle retire tout sens à la souffrance. Par sa figure du « héros tragique », Bahnsen annonce la pensée tragique de Friedrich Nietzsche, et par son approche purement négative de la dialectique, il renverse l'optimisme hégélien qui lui était jusque là associé. L'idée fondamentale sur laquelle repose son pessimisme est celle du conflit interne de la volonté, déchirée qu'elle est en une multitude de volontés individuelles et égoïstes. Au départ disciple de Hegel, puis de Schopenhauer, Bahnsen ne voit plus dans la doctrine de ce dernier qu'un pressentiment du pessimisme véritable. D'après Schopenhauer, la volonté de vivre, qui est le principe de toute existence mais aussi de tout mal, peut quasiment être anéantie : l'abnégation, la pitié, la création artistique, qui nous détachent de nous-mêmes, détruisent en nous le vouloir-vivre, et nous préparent au nirvana. Or pour Bahnsen, la pire de toutes les illusions est de croire que l'enfer où nous sommes ait une quelconque issue.
La philosophie de Bahnsen s'inscrit à la fois dans une perspective hégélienne et dans la perspective pessimiste ouverte par Schopenhauer. Par la synthèse qu'il fait de ces deux philosophies le plus souvent jugées antagonistes, il est comparable à Eduard von Hartmann. Mais alors que ce dernier tente de modérer et de concilier le pessimisme de Schopenhauer avec l'optimisme de Hegel, Bahnsen élabore une conception du monde radicalement tragique, où le progrès est rendu impossible par le caractère cyclique et contradictoire du monde. À la vision holiste de Hegel ou moniste de Hartmann, il substitue sa propre conception individualiste de l'existence et se rapproche sur ce point de Philipp Mainländer. Reprenant à Hegel l'idée de mouvement dialectique, il n'en garde que l'aspect négatif et contradictoire, celui qu'Hartmann avait justement rejeté. Pour Bahnsen en effet, il y a un décalage flagrant entre, d'une part, l'irrationalité et la négativité du monde, constatées au sein de toute réalité, et, d'autre part, les théories, rationalisations et explications naïves des philosophes. L'existence est douloureuse, conflictuelle et contradictoire. L'intérêt de la dialectique n'est donc pas d'expliquer l'ordre du monde, qui n'existe pas, mais de rendre compte de l'opposition essentielle du monde avec lui-même. L'historicisme et le progressisme que sous-tend la dialectique hégélienne doivent dès lors être rejetés, et avec eux, la dialectique « naïve » de Hegel. Bahnsen développe en ce sens sa propre dialectique, qu'il nomme Realdialektik (« dialectique réaliste »), et qui, au lieu de conduire à une synthèse positive par le jeu des forces opposées, comme chez Hegel, aboutit seulement à leur destruction réciproque.

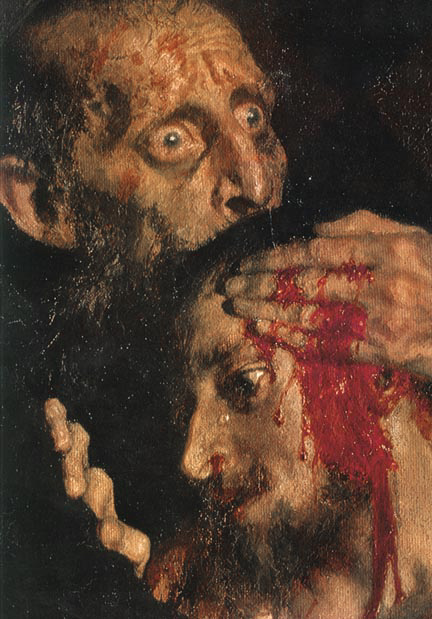
Chez Bahnsen, la pensée pessimiste rejoint le sens du tragique.

Le pessimisme métaphysique de Bahnsen trouve naturellement son prolongement sur le plan moral. Le pessimisme moral qu'il soutient part de l'idée que « la volonté est une source empoisonnée » de l'action, car elle est causée par la souffrance et est toujours originellement motivée par l'égoïsme. De ce fait, plus l'être s'élève moralement par sa volonté, plus il est à même de souffrir ou de faire souffrir les autres. La volonté étant à la fois mauvaise et impérieuse, le seul fait d'agir, « d'actualiser la volonté », est à la fois un mal et une nécessité. L'accomplissement même de nos objectifs nous brise d'autant plus qu'il nous élève dans la sphère morale. Il faut donc renoncer à l'espérance qu'avaient les anciens pessimistes de nous libérer du mal par l'action vertueuse. D'autre part, le mouvement d'ascension qui peu à peu élève l'individu vers la dimension de la moralité est inévitable, et aucune philosophie ne peut l'en délivrer. Absurde et désespérant, ne procurant aucun bénéfice à celui qui le réalise, le devoir moral est pourtant irrésistible. Il s'impose à celui qui est en « sympathie » avec la souffrance des autres. La sympathie est au cœur de l'exigence morale. Équivalant chez Bahnsen à ce qu'on entend aujourd'hui par « empathie », elle découle de la capacité que nous avons de ressentir ce que les autres ressentent en nous mettant en quelque sorte à leur place par la pensée.
Dans la doctrine de Bahnsen, l'obligation morale confère à l'existence humaine une certaine dimension au sein de la destinée universelle. Le philosophe allemand prône dans cette perspective un idéal d'« héroïsme tragique » où l'individu poursuit inlassablement ses objectifs malgré les conséquences inévitablement négatives de leur accomplissement. Pour Bahnsen, « tout héros est un martyr » qui a su persévérer dans son devoir de façon autonome en l'absence de sens et de gratification. Le pessimiste lui-même est un héros tragique. Comme lui, il se bat pour un idéal tout en sachant qu'il aura à en souffrir et qu'il ne parviendra vraisemblablement pas à le réaliser. Dans un monde nécessairement dominé par le conflit des individus, seul l'héroïsme peut être source de bienfaits ; la volonté individuelle étant seule à exister, et la volonté égoïste étant la norme de la nature, l'action bienfaitrice ne peut être motivée que par une volonté individuelle hors-norme tournée vers les autres, celle du héros. Le héros pessimiste est l'individu dont la volonté est suffisamment forte pour agir pour les autres comme s'il agissait pour lui-même, en l'absence même de tout espoir de sauver qui que ce soit.

### Nietzsche

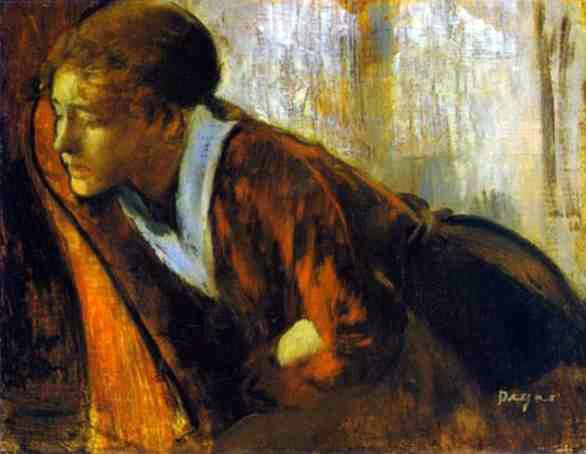
Critiquant vigoureusement le pessimisme moderne, « pessimisme des faibles », Friedrich Nietzsche entend y substituer son propre pessimisme, à la fois dionysiaque et tragique.

Friedrich Nietzsche a souvent été désigné comme un philosophe pessimiste, alors qu'il refusa lui-même ce qualificatif. Reprenant à son compte le concept de « mort de Dieu » forgé par le penseur pessimiste Philipp Mainländer, il lui donne un sens bien différent et beaucoup plus positif. Il ne s'agit pas chez lui d'une allégorie métaphysique pour expliquer la « douleur du monde » et sa tendance à l'autodestruction, mais d'un « constat », celui de la déchristianisation de la société, auquel s'ajoute une aspiration à dépasser la religion. Sa conception du surhomme et de la volonté de puissance relève d'une compréhension optimiste de l'existence – certes très éloignée de l'optimisme théologique d'un Leibniz – fondée non pas sur la « volonté de mort », comme chez Mainländer, mais au contraire sur le vouloir-vivre. Si Nietzsche dresse un constat pessimiste de l'état actuel de l'humanité en général, il souhaite dépasser ce pessimisme initial par des solutions optimistes : la promotion du surhumain et l'acceptation joyeuse de la vie et de l'éternel retour.
D'autre part, tandis que Schopenhauer et ses successeurs avaient tenté d'inscrire le pessimisme dans une tradition philosophique ancienne, en particulier dans celle du bouddhisme, Nietzsche trouve une autre origine et une autre signification au pessimisme philosophique. Louant chez les Grecs leur capacité à surmonter le tragique et l'absurdité de l'existence par la création littéraire et artistique, il distingue nettement le « pessimisme moderne », celui de Schopenhauer et de certains romantiques, du « pessimisme classique » des anciens Grecs. Critiquant fortement le pessimisme moderne, « pessimisme des faibles », il entend y substituer le « pessimisme dionysiaque », « pessimisme des forts » et « symptôme d'une culture supérieure ». C'est l'affirmation joyeuse des forces vitales, et non leur extinction, qui est alors encouragée par le biais de la création artistique. La vision « pessimiste » adoptée par Nietzsche coïncide ainsi avec la vision tragique du monde, qui assigne à l'homme la tâche de donner une valeur à l'existence terrestre par l'affirmation de sa puissance créatrice.

## Critiques du pessimisme allemand

### «Querelle du pessimisme»

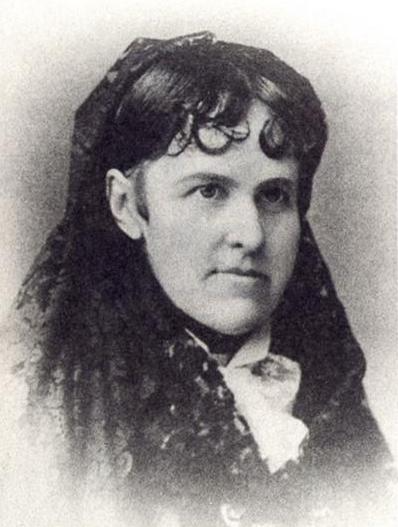
. Elle est, avec Agnes Taubert, l'une des principales figures de la « querelle du pessimisme ».

La querelle du pessimisme (en allemand : Pessimismusstreit) est une controverse intellectuelle largement oubliée, qui se produit en Allemagne à partir des années 1860 et qui persiste pendant plus d'un demi-siècle, jusque vers le début de la Première Guerre mondiale. Les philosophes qui y participent comprennent Eugen Dühring, Eduard von Hartmann, Julius Bahnsen, les néo-kantiens, Agnes Taubert (en), Olga Plümacher (en) et les critiques de Hartmann, dont Friedrich Nietzsche. La controverse apparaît pour la première fois comme une réaction à la reconnaissance posthume de l'œuvre d'Arthur Schopenhauer, reconnaissance qui ne cesse de croître durant les années 1860 (Schopenhauer meurt en 1860) et les années 1870. Elle se manifeste par la publication d'un large éventail d'articles et d'ouvrages critiques attaquant son pessimisme. La publication en 1869 du livre phare de von Hartmann, la Philosophie de l'Inconscient , qui réaffirme la doctrine de Schopenhauer tout en l'amendant, ravive la controverse. Hartmann publie au cours des années 1870 et 1880 un grand nombre d'articles et quatre livres en réponse à ses critiques. Agnes Taubert, épouse et principal soutien de Hartmann dans les années 1870, publie en 1873 Der Pessimismus und seine Gegner (« Le pessimisme et ses ennemis ») en réponse là aussi aux critiques du pessimisme hartmannien. Cet ouvrage joue un rôle particulièrement important dans la controverse. Il affirme notamment le caractère « empiriquement vérifiable » du pessimisme, grâce à un calcul de la valeur de la vie basé sur la mesure des joies et des peines.
Parmi les objections faites au pessimisme durant cette « querelle », les plus classiques sont celles qui mettent en avant son immoralité et son incitation au suicide. Le pessimisme serait immoral car il saperait en nous toute motivation à combattre le mal et à réduire la souffrance. En outre, il ferait du choix de mourir une option préférable à celui de continuer à vivre, et conduirait ainsi ses adeptes au suicide. Hartmann renverse l'objection de l'immoralité en soulignant que c'est justement la croyance « optimiste » en la possibilité d'un bonheur individuel, obtenu par la recherche égoïste de ce qui nous rendrait heureux, qui constitue le principal obstacle à la moralité. En lui faisant abandonner cette fausse croyance, le pessimisme permet à l'homme de franchir l'obstacle de l'égoïsme et de fonder son action sur des principes véritablement désintéressés, et par là même authentiquement moraux. Concernant l'objection de l'incitation au suicide, Hartmann remarque qu'elle présuppose la thèse eudémoniste selon laquelle seul le bonheur est ce qui donne à l'existence une valeur. Or, pour Hartmann, ce n'est pas le bonheur, toujours illusoire, qui rend l'existence humaine digne d'être vécue, mais la contribution individuelle au progrès collectif, qui est celui de la civilisation humaine.

### Débat interne: Hartmann contre Bahnsen
Dans les premières années qui suivent la parution de la Philosophie de l'Inconscient, Julius Bahnsen développe une amitié étroite avec Eduard von Hartmann, mais ils finissent par se brouiller, ne cessant à partir de là de s'affronter sur le plan philosophique. Ayant appuyé leurs premières réflexions sur les mêmes sources – Schopenhauer, Hegel, la Naturphilosophie, le « matérialisme scientifique » allemand – ils ont, avant même la rupture de leur amitié, nettement divergé dans l'interprétation de ces sources. Ce qui les avait rapproché, le pessimisme et la tentative d'articuler ensemble Schopenhauer et Hegel, finit par les opposer, et par dessiner à travers leurs échanges deux visions du monde bien distinctes.
Du côté de Hartmann, le principe dynamique et irrationnel de la Volonté (hérité de Schopenhauer), cause de la douleur du monde, est placé dans ce qu'il nomme l'Inconscient. Celui-ci inclut également l'esprit dans ce qu'il a de rationnel (« l'Idée »), Hartmann acceptant le « rationalisme » historicisant de Hegel. Il exprime également son affinité pour le monisme panthéiste et affirme que la volonté et l'esprit rationnel sont à l'origine un seul et même principe — l'Inconscient. À l'inverse, Bahnsen rejette le rationalisme de Hegel tout en acceptant sa dialectique, sous une forme purement négative cependant, qu'il intègre à sa version pluraliste de la métaphysique de la volonté. Il refuse par ailleurs, à l'instar de Schopenhauer, toute forme d'historicisme, qui trahit pour lui une conception téléologique de l'évolution du monde, et voit dans l'Inconscient de Hartmann un mythe métaphysique.
On peut résumer ces divergences à partir des affiliations ou oppositions suivantes :
| Eduard von Hartmann                          | Julius Bahnsen                               |
| -------------------------------------------- | -------------------------------------------- |
| Double affiliation à Schopenhauer et à Hegel | Double affiliation à Schopenhauer et à Hegel |
| Monisme métaphysique, holisme                | Pluralisme ontologique, individualisme       |
| Acceptation du « rationalisme » de Hegel     | Irrationalisme inspiré de Schopenhauer       |
| Refus de la dialectique de Hegel             | Realdialektik inspirée de Hegel              |
| Téléologie hégélienne de l'esprit            | Anti-finalisme de Schopenhauer               |
| Historicisme hégélien, progressisme          | Conception tragique du monde                 |
| Délivrance collective par l'anéantissement   | Impossibilité de toute délivrance            |

Le débat entre Hartmann et Bahnsen n’a pu aboutir à un compromis. Le pessimisme intellectualiste à caractère « optimiste » qui découlait de la philosophie de l'Inconscient n'était pas non plus conciliable avec le pessimisme radical et irrationaliste de Bahnsen, et Hartmann diagnostiqua à ce dernier une mélancolie psychopathique ainsi qu'une incapacité philosophique à distinguer entre le « conflit » et la « contradiction ».

### Réaction française

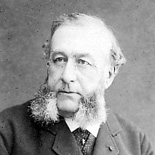
Selon Elme-Marie Caro, le vieux fond de romantisme germanique s'est réveillé à la voix des pessimistes.

Avant même la traduction en français de l'ouvrage phare d'Eduard von Hartmann, Philosophie de l'Inconscient, en 1877, le pessimisme allemand attire l'attention des philosophes français, qui commencent à s'intéresser à Schopenhauer et prennent au sérieux cette « philosophie de l'Inconscient ». Celle-ci est rapidement perçue comme lourde d'enjeux et sert de repoussoir à une philosophie française qui, en ces temps d'humiliation nationale, cherche également à marquer son identité. Elme Caro et Adolphe Franck, entre autres, y dénoncent un système fondé sur des principes arbitraires. Pour Caro, en particulier, il s'agit d'« une philosophie obscure dans son principe, trop claire dans ses conséquences » et très « antipathique à l'esprit français ». Alfred Fouillée la considère comme une interprétation des faits « souvent aventureuse » et en critique les principes métaphysiques, auxquels il oppose ses propres thèses sur le rôle fondamental de la « volonté » et de la « conscience ». Charles Renouvier, quant à lui, y voit l'expression du culte de la force et du destin propre à l'« esprit germanique ».
Après la publication en 1878 du livre de Caro sur Le pessimisme au XIXe siècle, les critiques françaises des doctrines de Schopenhauer et Hartmann affluent de toutes parts, provenant aussi bien du spiritualisme et du « néo-criticisme » que du positivisme. En plus du déterminisme et du panthéisme, c'est le pessimisme qui constitue le nerf de la critique. Il caractérise en effet pour les philosophes français de la fin du XIXe siècle un style de pensée qui s'oppose radicalement au rationalisme cartésien et à l'optimisme des Lumières dont ils se sont faits les dépositaires dans leur projet commun de terminer la Révolution française. Parce qu'il remet en cause leur espoir d'une société démocratique et rationnelle, ainsi que le postulat d'un Dieu personnel gratifiant l'action morale, le pessimisme allemand leur apparaît soit comme un danger intellectuel, soit comme un symptôme de la crise morale ou du déclin spirituel de l'Occident. Jugé comme un épisode négatif de la vie des idées, il est souvent mis en rapport avec le nihilisme, dont il serait annonciateur, ou dont il constituerait la forme allemande. Il est également perçu comme un avatar ou une dégénérescence du romantisme philosophique allemand.

## Pessimisme en France

### XVIIesiècle
Qualifié de Grand Siècle pour ce qui concerne la France, le XVIIe siècle est celui de la révolution scientifique, à partir des travaux de Galilée, et de l'émergence en France du rationalisme, avec Descartes. Le sentiment religieux y reste néanmoins très présent. Sous l'influence de l'augustinisme et du jansénisme, nombre de penseurs adoptent une conception pessimiste du monde, fondée sur la thèse augustinienne du péché originel.

#### Pascal

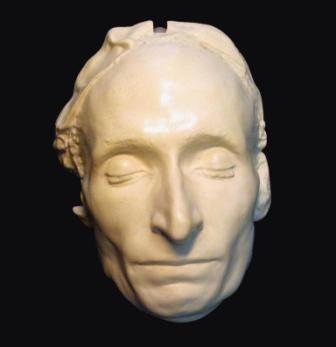
Blaise Pascal (masque mortuaire). L'homme est pour Pascal irrémédiablement déchu.

Mathématicien et physicien de premier ordre, Blaise Pascal se tourne de plus en plus vers la religion et la foi depuis une expérience mystique qu'il aurait faite vers l'âge de trente ans. Épousant le courant janséniste du christianisme, il considère que l'homme est condamné, à la suite du péché originel, à une misère perpétuelle. Cette misère, nous cherchons par tous les moyens à l'éluder : « Les hommes n'ayant pu guérir la mort, la misère, l'ignorance, ils se sont avisés, pour se rendre heureux, de n'y point penser ». Afin d'oublier notre condition, non seulement nous limitons notre pensée à la considération de choses futiles, mais nous multiplions les gesticulations et les activités vaines. La volonté qui nous pousse ainsi vers l'inessentiel relève de ce que Pascal appelle le « divertissement ». Toute vie qui n'implique pas la pensée de sa finitude est une vie de divertissement qui éloigne de Dieu. Le divertissement prend des formes extrêmement variées et une place très grande dans notre existence ordinaire. Or, affirme Pascal, si la seule chose qui nous console de nos misères est bien le divertissement, c'est aussi « la plus grande de nos misères ».
Pour Pascal, l'action est nécessairement soumise au divertissement et c'est donc dans la pensée, et non dans l'action, que réside toute notre dignité. Mais la pensée en question n'est pas celle du géomètre, du physicien ou du philosophe qui, le plus souvent, nourrit l'orgueil et éloigne de Dieu. Il s'agit de la découverte et de la connaissance introspectives de notre finitude, seules à pouvoir nous élever au-dessus des autres créatures et à nous rapprocher de Dieu. « L'homme n'est qu'un roseau, le plus faible de la nature, mais c'est un roseau pensant » déclare en ce sens Pascal dans une célèbre maxime. La pensée est une essence de l'homme à laquelle il doit sa grandeur, mais uniquement dans la mesure où elle lui révèle sa finitude. L'idée chrétienne du caractère irrémédiablement déchu de l'homme constitue donc non seulement une vérité, mais une croyance qu'il est impératif d'adopter, car elle seule donne à l'existence humaine une certaine dignité. Pascal promeut dans cette perspective une forme réflexive de pessimisme, liant grandeur et misère, où la déconsidération de soi et la reconnaissance de notre impuissance nous élèvent au-dessus de nous-mêmes, nous faisant renoncer en même temps à la vaine recherche du bonheur.

#### Malebranche

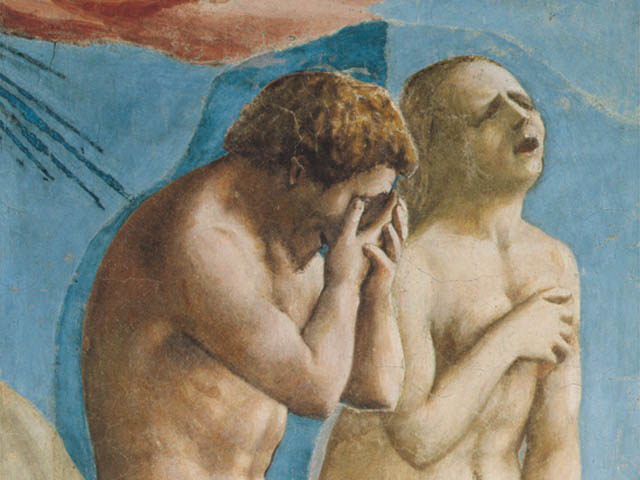
Adam et Ève chassés de l'Eden (1425). À l'instar de Pascal, Malebranche s'inscrit dans la tradition augustinienne du christianisme, où la nature humaine est perçue comme fatalement asservie au péché originel.

Nicolas Malebranche est un philosophe et théologien issu de la tradition augustinienne qui a tenté de concilier le rationalisme cartésien avec les dogmes du christianisme. Principalement connu pour ses thèses de la vision des idées en Dieu et de l'occasionnalisme, il affirme le rôle pleinement actif de Dieu dans chaque aspect du monde ainsi que l'entière dépendance de l'âme humaine vis-à-vis de lui. Selon Malebranche, le péché originel a corrompu la nature même de l'homme, et ce dernier est depuis voué à la concupiscence. Le premier homme ayant péché, il a en effet perdu son pouvoir originel de contrôle sur son corps, qui n'a pu être transmis après lui. L'union de l'âme et du corps, qui s'établissait au bénéfice de l'âme, s'est dès lors changée en dépendance de l'âme par rapport au corps, et « la conscupiscence, qui n'est autre chose que cette dépendance, répand une corruption générale dans le genre humain ». La « rébellion du corps » est pour Malebranche l'unique principe de tous les vices de l'âme. Chez l'homme, elle est incessante, car son âme est irrémédiablement déchue.
L'adhésion de Malebranche aux principes de la physiologie mécaniste, associée à son dénigrement du corps, le conduit à concevoir la transmission générationnelle du péché depuis Adam exclusivement par la voie corporelle. L'une des explications données concernant cette transmission est qu'il existe une communication du cerveau de la mère avec celui de l'enfant qu'elle porte. Une autre explication s'appuie sur les dispositions naturelles et mécaniques du cerveau de l'enfant à l'imitation. Dans tous les cas, le péché originel est marqué de manière indélébile dans les fibres du cerveau, qui en conservent la trace. Ainsi, les hommes « gardent encore aujourd'hui dans leur cerveau des traces et des impressions de leurs premiers parents ». C'est donc par les lois du corps que la faute initiale se transmet et se répand sur tous les hommes, ce qui suffit à la rendre perpétuelle.
Par sa théorie physiologique de la transmission du péché, Malebranche affirme le poids définitif qu'exerce sur nous le péché originel : de ce poids, nous ne saurions nous délivrer. Nuançant néanmoins son pessimisme, il distingue parmi les liaisons qui unissent les états cérébraux aux pensées ou sentiments corrélatifs, celles qui, nées de l'habitude, peuvent être modifiées, et celles que, héritées de nos ancêtres, nous ne pouvons en aucune façon changer. Par là, il rend compte du pouvoir que nous avons de modifier la personnalité individuelle, notamment par l'éducation, mais pour lui, la nature humaine reste fatalement asservie au péché, de sorte que notre attachement au sensible qui en résulte ne peut que se trouver renforcé de génération en génération. Seule la grâce du Christ parvient à contrebalancer, en certains d'entre nous, cette tendance naturelle de l'histoire humaine, qui est l'histoire de notre perdition.

### XVIIIesiècle
Siècle des Lumières, le XVIIIe siècle se caractérise en France, comme dans une large partie de l'Europe, par une grande confiance dans les possibilités d'émancipation de l'individu grâce à la culture, à la connaissance et à la raison. Une nouvelle forme de pessimisme s'y exprime cependant à travers l'œuvre de Jean-Jacques Rousseau, dans une perspective cette fois exclusivement anthropologique. Rousseau envisage la corruption de l'homme non plus comme une conséquence de sa nature, mais comme un effet de sa culture.

#### Optimisme des Lumières
Au XVIIIe siècle, durant la période qui suit la révolution scientifique entamée au siècle précédent, les plus éminents penseurs des Lumières, tels que Voltaire, Diderot et ses collaborateurs de l'Encyclopédie, s'enthousiasment à l'idée de vivre à une époque portée par un mouvement d'accroissement continu du savoir et du bien-être. Pour eux, l'essor des sciences et des techniques, ainsi que la richesse de l'activité intellectuelle dont témoigne la multitude des œuvres artistiques, littéraires et philosophiques, ouvre à l'humanité la perspective d'une réalisation matérielle et spirituelle toujours accrue, se traduisant par l'amélioration continue de l'existence. La diffusion de la philosophie, en particulier, contribue à assagir les hommes, à les élever intellectuellement et moralement, et à les affranchir de leur propre nature, perçue encore dans une perspective chrétienne comme mauvaise ou déficiente. 
Pour les philosophes des Lumières, c'est en mettant à la portée du public l'ensemble des connaissances disponibles et en favorisant le goût des arts, des lettres et de la philosophie, que pourront être éradiqués les préjugés et les superstitions qui entravent encore le développement moral des hommes. C'est un lieu commun au XVIIIe siècle que d'associer ignorance et immoralité et de voir à l'inverse dans la culture et la rationalité la source de la probité. Les œuvres de la pensée et la réflexion personnelle concourent à former des esprits à la fois éclairés et vertueux dans la mesure où accroître ses lumières revient à aiguiser le meilleur instrument qui soit pour agir droitement : la raison. C'est fondamentalement sur l'idée que la raison est compagne de la vertu et qu'elle est portée par le développement de la civilisation que s'appuie l'optimisme des Lumières. Absente du monde naturel, la raison est une faculté propre à l'homme de culture. Elle lui permet de se libérer des chaînes de la nature que sont les forces physiques et les passions. L'espérance dans le progrès qui caractérise l'optimisme des Lumières découle de cette conviction issue du cartésianisme.

#### Rousseau

Portrait de Jean-Jacques Rousseau daté de 1766. Pour cet adversaire de Voltaire, le développement culturel de l'humanité ne relève pas du progrès, mais consiste au contraire en une dégradation inéluctable à partir d'une perfection initiale.

À rebours des thèses optimistes des Lumières, Jean-Jacques Rousseau oppose le développement civilisationnel à la vertu. Pour lui, il existe une relation de causalité entre l'extension de la culture au sein d'un peuple et la dégénérescence de ses mœurs. D'accord avec les penseurs des Lumières sur la possibilité de changer les hommes par la culture, il considère, contrairement à eux, que ce changement conduit à les pervertir. De plus, contre l'idée héritée du christianisme selon laquelle la nature de l'homme est corrompue et mauvaise, Rousseau affirme le caractère « naturellement bon » de l'homme, ainsi que son « authenticité originelle ». Si Rousseau peut être considéré comme le « patriarche du pessimisme », selon l'expression de Joshua Dienstag, ce n'est donc pas au sens où l'étaient les pessimistes chrétiens (Pascal, Malebranche), pour qui l'homme était condamné à la suite du péché originel par sa nature même, mais dans le sens où, au contraire, il voit dans l'évolution historique un processus d'aliénation qui écarte l'homme de son essence originelle.
Par son anthropologie, Rousseau s'oppose aussi bien à l'idée chrétienne du péché originel, accentuée jusqu'à l'oppression par le jansénisme diffus du début du XVIIIe siècle, qu'à son inversion extrême dans l'amoralisme cynique de certains philosophes (Fontenelle, Voltaire, Montesquieu, les utilitaristes). Refusant à la fois la thèse janséniste d'après laquelle aucune perfection n'est accessible à l'homme, sinon par grâce, et la conception naturaliste conduisant à subordonner la morale à l'intérêt, Rousseau tient que notre nature est innocente, exempte de tout germe essentiel du mal, et qu'elle est même prédisposée au bien, à la vertu sous ses formes principales (pitié, amour de soi, confiance en l'autre, etc.). Afin d'innocenter l'homme sans pour autant nier la réalité du mal, Rousseau fait alors porter aux circonstances en général, et au conditionnement social-historique en particulier, le poids d'une accusation que la nature ne justifie plus. 

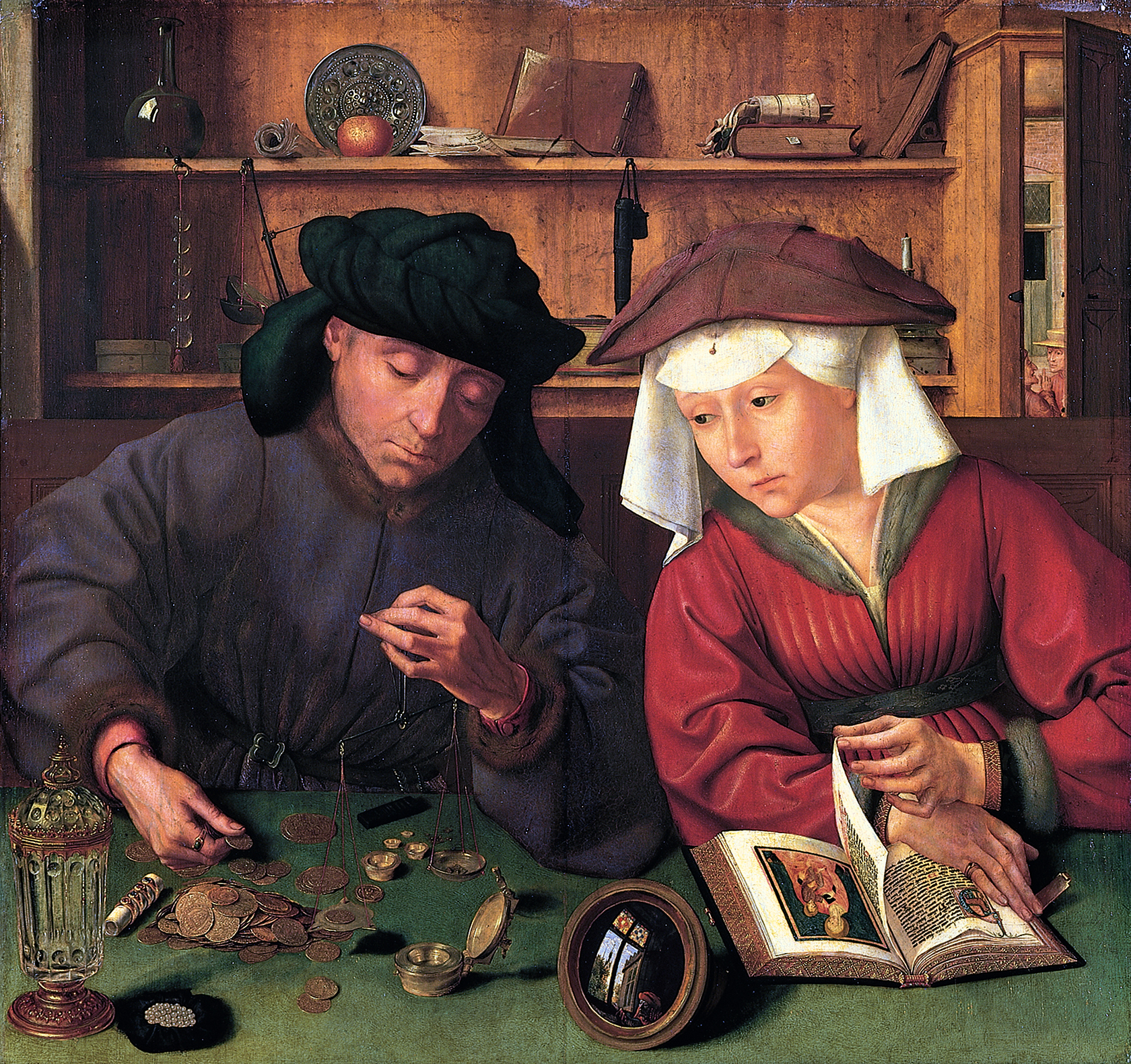
Le Prêteur et sa femme (1514). Selon Rousseau, l'homme civilisé désire toujours plus que ce qu'il peut se procurer immédiatement sans l'intervention d'autrui, d'où son état de dépendance et d'insatisfaction.

C'est donc, d'après les mots de Jean-François Lavigne, une véritable « inversion anthropologique » que Rousseau entreprend : jusqu'à lui, la pensée chrétienne concevait le mal et la méchanceté des hommes comme le déploiement d'une déchéance initiale dont l'effet était d'installer la corruption au cœur de l'individu. L'histoire, personnelle et collective, prenait dans cette perspective le sens d'un effort de salut, d'une progression, inégalement réussie mais incessamment reprise, vers une perfection qui transcende nos possibilités naturelles. Pour Rousseau, à l'inverse, il n'est pas d'autre perfection que de coïncider avec soi-même, d'exister spontanément et pleinement selon la loi intérieure de notre nature, car « les premiers mouvements de la nature sont toujours droits ». L'égoïsme féroce, le désir d'accaparer ou d'écraser l'autre, ou bien la simple indifférence à la souffrance d'autrui, sont vus par lui comme des passions ou des attitudes artificielles nées du passage à l'état social – résultat contingent d'une fâcheuse évolution. 
Pour autant, estime Rousseau, l'homme une fois modifié, c'est-à-dire altéré et aliéné par la vie sociale, ne rétrograde plus : le bonheur simple et uniforme de l'homme naturel l'ennuie, et le développement exagéré de l'imagination et des passions a pour jamais installé en lui un manque insatiable. Le développement matériel et culturel crée par ailleurs chez lui toujours plus de besoins qu'il ne peut en satisfaire, besoins dont la satisfaction est de plus en plus différée par l'intervention d'autrui. L'homme de culture est ainsi toujours dépendant et insatisfait, et il s'éloigne toujours plus de sa véritable nature : sa corruption psychologique est désormais irréversible. Contrairement à l'enseignement chrétien de l'espérance, la conscience déchue ne peut plus chez Rousseau se réconcilier, ni avec elle-même, ni avec autrui. Le salut universel de l'humanité historique est de ce fait rendu impossible. Par conséquent, loin d'être le but idéal qui nous attire à l'horizon de notre histoire, le bien est, pour Rousseau, l'origine irrémédiablement perdue. Dans cette perspective, le devenir de l'humanité n'est plus progrès, ou du moins effort vers une perfection possible, mais dégradation inéluctable d'une perfection initiale. Tout le bruit que l'on fait autour du progrès des sciences, des techniques, des arts et de la culture en général, ne sert qu'à masquer la réelle décomposition morale de l'homme.

### XIXesiècle
En France, le XIXe siècle est une période marquée par les conséquences de plusieurs révolutions politiques, dont principalement la Révolution française de 1789. La révolution industrielle, commencée dans les années 1830, modifie également en profondeur la société. L'espérance dans le « progrès » que partageaient les philosophes des Lumières fait désormais place à un certain scepticisme à son égard, voire à son rejet. Au XIXe siècle, on assiste au retour de l'idée de « nature déchue » de l'homme, de péché originel, ainsi qu'à l'influence, dans les dernières décennies, du pessimisme allemand (Arthur Schopenhauer, Eduard von Hartmann).

#### Joseph de Maistre

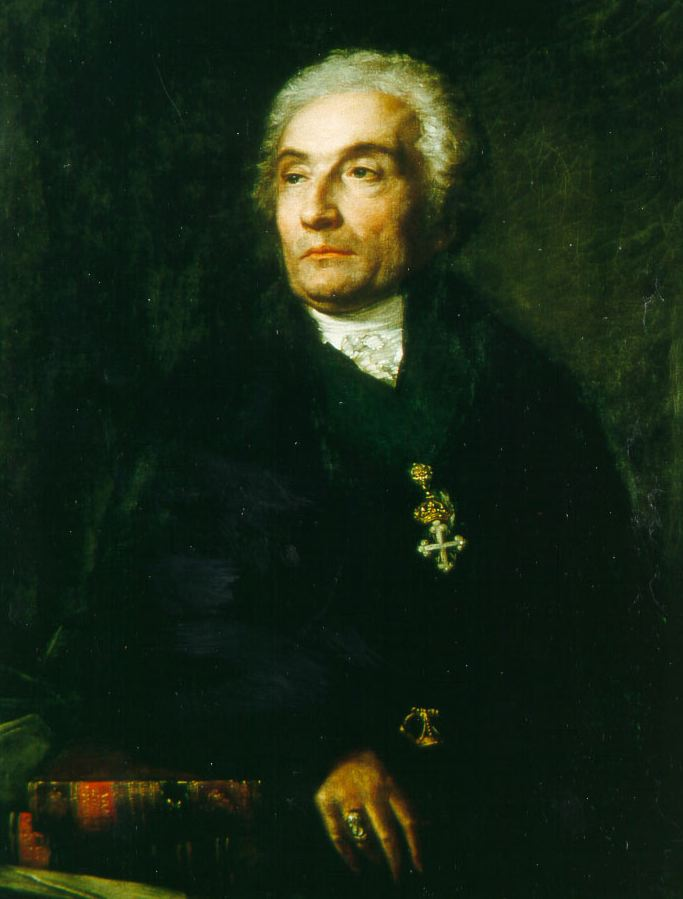
Joseph de Maistre vers 1810. Penseur résolument antimoderne, il explique toute la tragédie du monde par le péché originel.

Intellectuel et homme politique savoyard de premier plan, Joseph de Maistre donne à la doctrine catholique une inflexion hérétique qui marquera fortement par sa démesure tragique la tradition antimoderne française. Le dogme du « péché originel continué » est au cœur de sa pensée. Pour de Maistre, « le péché originel, qui explique tout et sans lequel on n'explique rien, se répète malheureusement à chaque instant de la durée, quoique d'une manière secondaire ». Il se réalise à tout moment en chaque être, réactualisant ainsi la faute d'Adam. De façon hétérodoxe, de Maistre lie de la sorte le péché originel et le péché actuel, et l'individualise autant qu'il l'universalise. Son dogme généralise le principe chrétien de la transmission héréditaire de la « peine » à la « faute » elle-même : l'ensemble des hommes sont punis car tous sont fautifs (il y a « communauté de la faute »). Tous, en effet, ont hérité de la nature pécheresse du premier homme, ce qui se traduit aujourd'hui par la concupiscence générale de l'humanité. Par la faute de l'homme, dont elle a suivi l'exemple, la nature elle-même s'est corrompue et est devenue mauvaise. Cette thèse constitue, selon Antoine Compagnon, le point de départ du pessimisme antimoderne en France, qui ne prend  une forme véritablement philosophique que vers la fin du XIXe siècle avec la réception des philosophies de Schopenhauer et von Hartmann. 
Bien qu'elle soit ouvertement athée et naturaliste, et de ce fait aux antipodes de la philosophie chrétienne de De Maistre, la doctrine pessimiste de Schopenhauer trouve en France une interprétation à la fois métaphysique et religieuse proche de la doctrine tragique de ce dernier. Le processus universel qu'elle décrit y est même identifié à la thèse chrétienne hétérodoxe de De Maistre sur le « péché originel continué ». Comme lui, en effet, Schopenhauer fait du thème de la dissociation de la volonté (en tant qu'elle « s'objective ») le principe de sa chute et du mal qui s'ensuit. Jean Bourdeau, premier vulgarisateur de Schopenhauer en langue française à partir de 1881, rapprochait déjà son pessimisme de celui du penseur savoyard. Mais c'est le philosophe Charles Renouvier qui, en 1896, propose l'interprétation la plus « maistrienne » de Schopenhauer. Bien qu'il soit lui-même progressiste, il est séduit par sa critique du « dogme moderne » du progrès dans Le monde comme volonté et représentation. Il voit en Schopenhauer, tout comme en de Maistre, un esprit nostalgique qui « tire de son profond sentiment du mal l'hypothèse du péché originel ». Ramené ainsi du côté du christianisme maistrien, le pessimisme de Schopenhauer finit par former en France, au tournant des XIXe et XXe siècles, un aspect essentiel de la pensée antimoderne.

#### Pensée antimoderne
À la fin du XIXe siècle, le pessimisme philosophique se nourrit du scepticisme à l'égard du progrès. Dans les années 1880, tout le courant antimoderne prépare le succès du pessimisme dans les milieux intellectuels et littéraires français, où s'exprime déjà la nostalgie d'une époque révolue : l'époque préindustrielle ou prérévolutionnaire. Le critique littéraire Ferdinand Brunetière, qui a fait sienne la philosophie d'Arthur Schopenhauer, voit ainsi dans le pessimisme une doctrine authentiquement morale qui pousse au dévouement, à la pitié et à la charité, et qui permet de surmonter dans l'action individuelle et sociale le désespoir qui l'a fait naître. Pour cet adversaire de la modernité, « ce sont les pessimistes qui ont inventé l'idéal ; les optimistes [ayant] toujours été contents de la réalité »,.

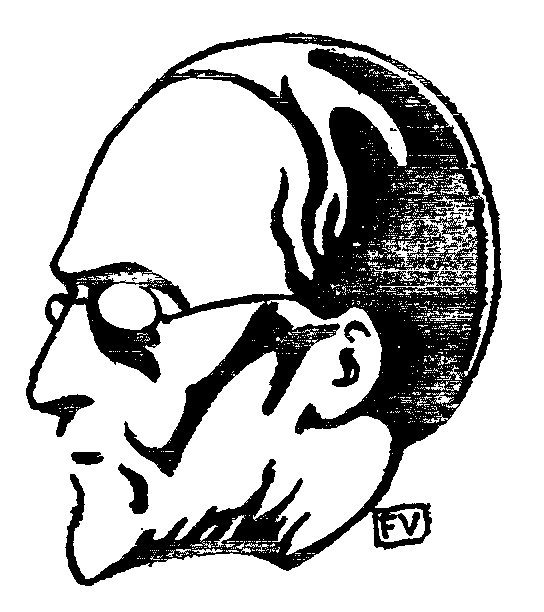
Portrait stylisé d'Hippolyte Taine (1897). Pour cet historien philosophe, le grand malheur de l'homme, et son véritable péché originel, c'est d'être né.

Brunetière oppose le pessimisme philosophique à l'hégélianisme « régnant » et à la thèse du rôle dominant de l'intelligence chez l'homme. Alors que l'optimisme, en tant que croyance à la « loi du progrès » et à la « bonté de la vie », est une facilité qui mène au fatalisme, à l'inertie et à l'immoralisme, le pessimisme, fondé quant à lui sur une compréhension lucide de la réalité, où est reconnu le primat du « vouloir-vivre », implique une morale exigeante qui envisage enfin sérieusement la négation de notre nature appétitive. La morale pessimiste, bien loin d'entretenir l'inertie comme le pensent ses détracteurs, est au contraire selon Brunetière « le principe même et le ressort de la véritable activité », car elle vise à nous affranchir de l'emprise de la nature. C'est seulement en croyant, comme Schopenhauer, que « la nature fait mal les choses », que « la vie est mauvaise », et en refusant avec lui toute idée de loi du progrès, que nous pourrons passer véritablement à l'action et améliorer ainsi notre condition commune de « misérable créature ».
Avec le philosophe et historien Hippolyte Taine, le pessimisme philosophique s'allie à un optimisme scientifique. Pour ce contempteur de la Révolution, plus l'homme pense et en sait sur le monde, plus il souffre. Les bienfaits apportés par la civilisation moderne, et par la science en particulier, ne suffisent pas à compenser la souffrance découlant de l'augmentation du niveau de sensibilité général. Taine considère la vie comme un présent funeste. La civilisation et le bonheur lui apparaissent comme deux phénomènes antagonistes. La vie étant foncièrement mauvaise, elle ne saurait être améliorée par son développement. En vain l'homme cherche-t-il à guérir de ses maux, le remède employé étant souvent pire que le mal. Le pessimisme de Taine va même plus loin que celui de Schopenhauer, puisqu'il soutient l'inutilité du renoncement et le caractère inévitable du malheur. Taine déclare en ce sens que « le grand malheur de l'homme, et son véritable péché originel, c'est d'être né »,.

### XXesiècle

#### Camus

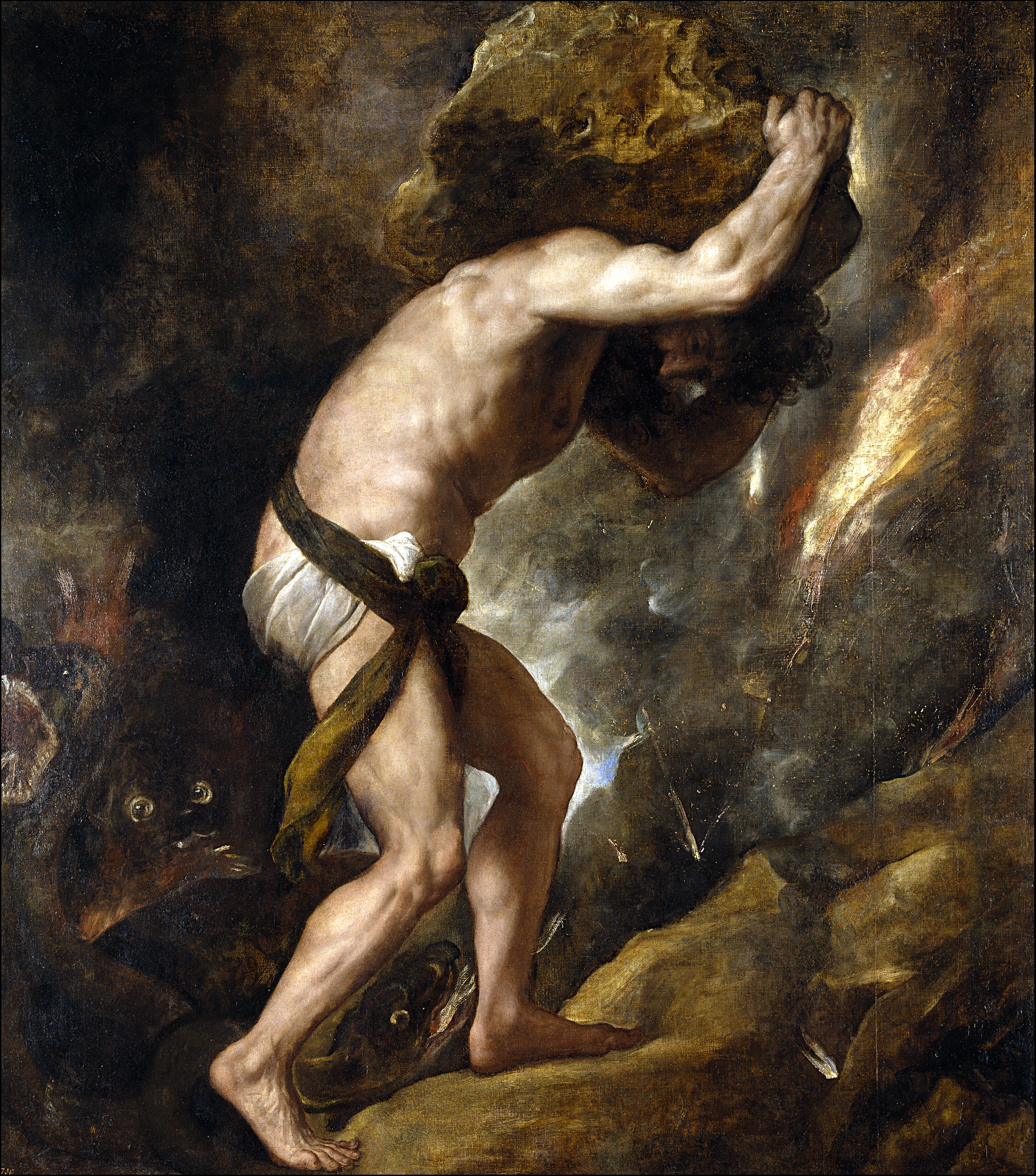
Sisyphe portant son rocher (Titien, 1549). Pour Albert Camus, il faut imaginer Sisyphe heureux, mais sa vie sans espoir.

Bien qu'apparentée dans une certaine mesure à l'existentialisme, la pensée d'Albert Camus s'en est assez nettement séparée pour constituer une philosophie propre, la « philosophie de l'absurde ». Définie dans Le Mythe de Sisyphe, essai sur l'absurde de 1942, reprise dans L'Étranger la même année, puis au théâtre dans Caligula et Le Malentendu en 1944, elle se retrouve jusque dans La Peste, roman paru en 1947. Selon Camus, ce n'est pas le monde lui-même qui est absurde. L'absurde tient du divorce entre le caractère irrationnel et « opaque » de la réalité, et le désir éperdu de clarté et de sens qu'éprouve l'homme au fond de lui-même. Il ne réside donc ni dans l'homme ni dans le monde, mais dans leur présence commune. Il naît de leur antinomie : « l'absurde naît de cette confrontation entre l'appel humain et le silence déraisonnable du monde ». Il relève du vécu et de l'expérience, surgissant dans l'existence humaine quand nous nous sentons étrangers aux choses, au monde et à nous-mêmes.
L'expérience de l'absurde conduit chez Camus au désespoir. L'espoir ne peut être qu'une fuite déshonorante pour celui qui a été confronté à l'opacité des choses et qui se sait condamné à une mort imprévisible et inévitable. Lorsqu'il prend conscience de sa finitude, l'homme, livré au désespoir, doit le supporter afin d'aller au bout de la vérité qu'il a aperçue. Mais son désespoir ne doit pas conduire à une morale d'acceptation de la misère du monde. Or c'est ce qui arrive quand on passe du désespoir à l'« ivresse du désespoir », lorsqu'on s'y abandonne et qu'on s'y complaît. Pour Camus, il ne faut pas accepter mais au contraire refuser la condition humaine dans ses aspects les plus injustes. C'est une voie moyenne qu'il s'agit alors d'adopter, qui ne consiste ni dans la fuite ni dans la complaisance, mais dans la révolte et la lutte contre les injustices. Camus promeut en ce sens une « vie d'aventurier » sans attachement, au service de causes justes.
Dans Le mythe de Sisyphe, Camus se réfère à ce personnage de la mythologie grecque, Sisyphe, condamné à porter un rocher au sommet d'une montagne. Sitôt en haut, le rocher dégringole de l'autre côté et il faut recommencer. Le supplice est alors interminable. Sisyphe devient chez Camus une image de l'absurde. Comme ce personnage mythologique, l'homme est condamné et il ne peut échapper à sa condition. Ses victoires sont dérisoires et c'est en vain qu'il oppose sa quête de sens à l'impénétrable opacité du monde. Mais l'homme révolté n'abandonne pas, n'esquive pas et ne fuit pas. Il lutte en sachant que ses conquêtes sont éphémères. Par ailleurs, affirme Camus, il y a dans cette quête vaine et obstinée des instants de bonheur : « il faut imaginer Sisyphe heureux », car « la lutte elle-même vers les sommets suffit à remplir un coeur d'homme ». Aussi la lutte, la quête et le travail sont-ils les seules sources de bonheur dont nous disposons véritablement.

#### Cioran

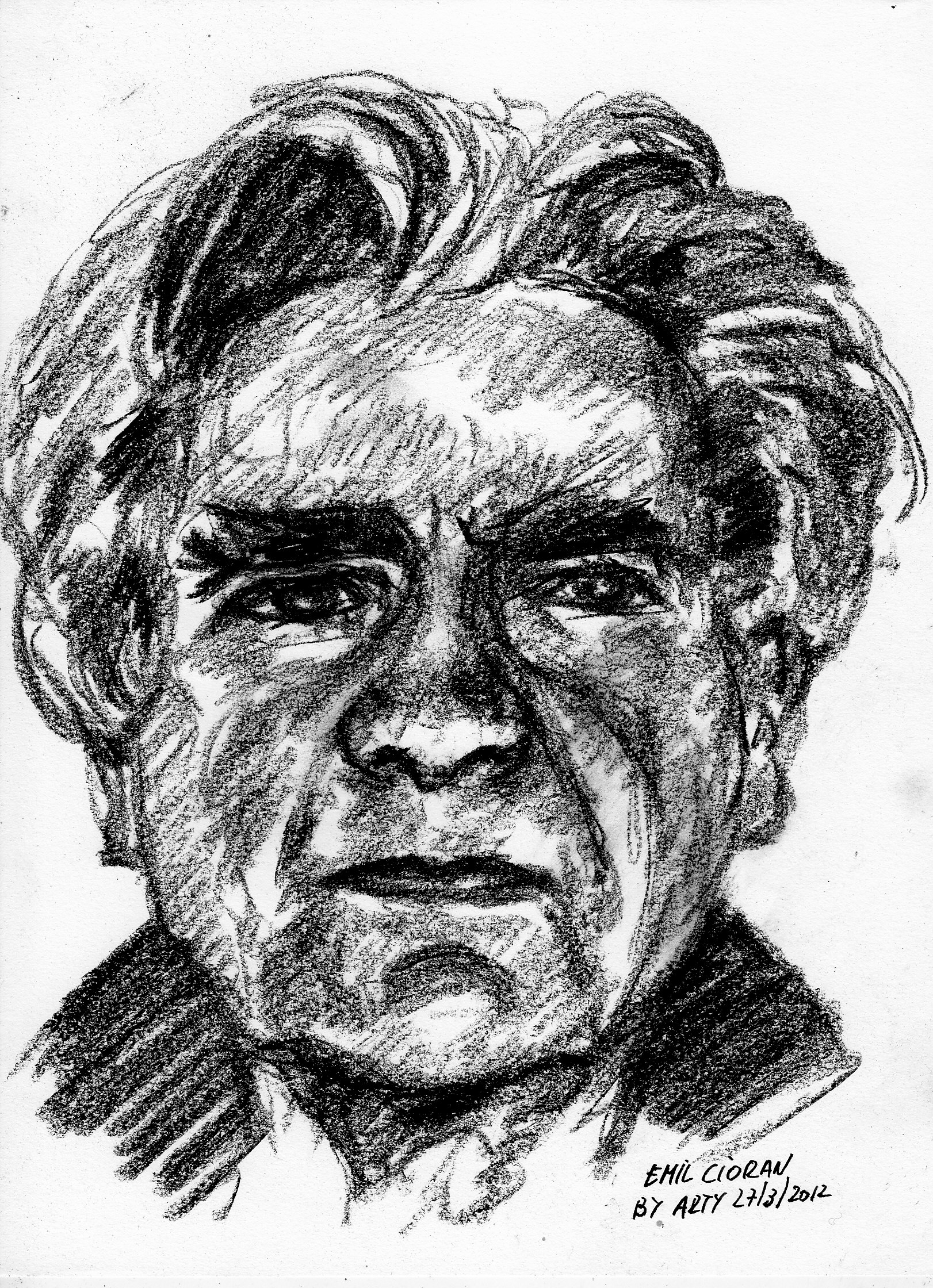
Portrait d'Emil Cioran. Philosophe d'origine roumaine, Cioran identifie l'existence à un exil auquel nous avons été condamné à notre naissance.

C'est en 1949 qu'Emil Cioran, écrivain et philosophe d'origine roumaine, publie son premier essai pessimiste directement écrit en français : Précis de décomposition. Il exprimera à partir de là son aversion pour les systèmes et le jargon philosophiques. Manquant d'intérêt pour la philosophie conventionnelle, il rejette très tôt la spéculation abstraite en faveur de la réflexion personnelle et d'une expression lyrique passionnée faite en grande partie d'aphorismes. Le pessimisme caractérise toute son œuvre, que certains critiques font remonter aux événements de son enfance. Elle dépeint souvent une atmosphère de tourment, un état que Cioran a connu personnellement à travers ses insomnies et ses angoisses. Pour Cioran, l'acte même de penser est essentiellement le produit d'une lutte incessante contre la souffrance, le doute et la mort. La conscience elle-même est, au sein du processus vital, une anomalie qui brise la spontanéité de la vie et introduit une distance avec l'être à l'origine de notre mal-être.
La pensée pessimiste de Cioran trouve son inspiration chez Arthur Schopenhauer et Friedrich Nietzsche. Elle se fonde sur le dénigrement des idées de progrès, de connaissance et de bonheur, et sur l'affirmation de l'inanité de l'existence. Ses plaintes, que lui-même juge vaines, n'ont d'autre fonction que de donner une vision réaliste de la nature humaine, et de ce qui serait si nous n'existions pas. Pour Cioran, il existe bien un paradis, mais il est un état prénatal sans incarnation, un paradis perdu. L'homme a en effet tout perdu en naissant, et tout ce qu'il perdra en mourant n'est que futilité. L'existence est un exil auquel nous avons été condamnés à notre naissance, avec l'avènement de la conscience, mais le néant reste notre vraie demeure. La peur de la mort n’est que la projection dans l’avenir d’une peur qui remonte au drame de nos premiers instants, celui de notre naissance : « nous ne courons pas vers la mort, nous fuyons la catastrophe de la naissance » déclare ainsi Cioran. Nous nous démenons dans notre vie pour tenter d'oublier cette catastrophe première.
Cioran prône dans tous les domaines de l'existence l'indifférence, l'inertie, voire l'inaction. Son apologie de l'inertie et de l'inaccomplissement ne s'arrête pas au désengagement politique ; ne pas « se réaliser » en art, par exemple, est le propre d'un esprit clairvoyant. L'état de pure potentialité est le seul qui lui paraisse valable. Se contenter d'être, réduire au maximum son être en actualisant le minimum de sa puissance, éviter ainsi d'essuyer la lourde déception que tout acte entraîne tôt ou tard, est pour Cioran la meilleure éthique que l'on puisse se donner. S'exercer à n'être rien tout en étant vivant est une autre façon de formuler cette exigence ascétique. Quant au suicide, il constitue un moyen de rendre la vie supportable. Cioran n'encourage cependant pas le suicide en tant que solution pratique ; il le voit plutôt comme une solution théorique, une « idée ». De plus, il considère que de toute façon, « ce n’est pas la peine de se tuer puisqu’on se tue toujours trop tard ».

## Perspective biologique

### Souffrance dans la nature

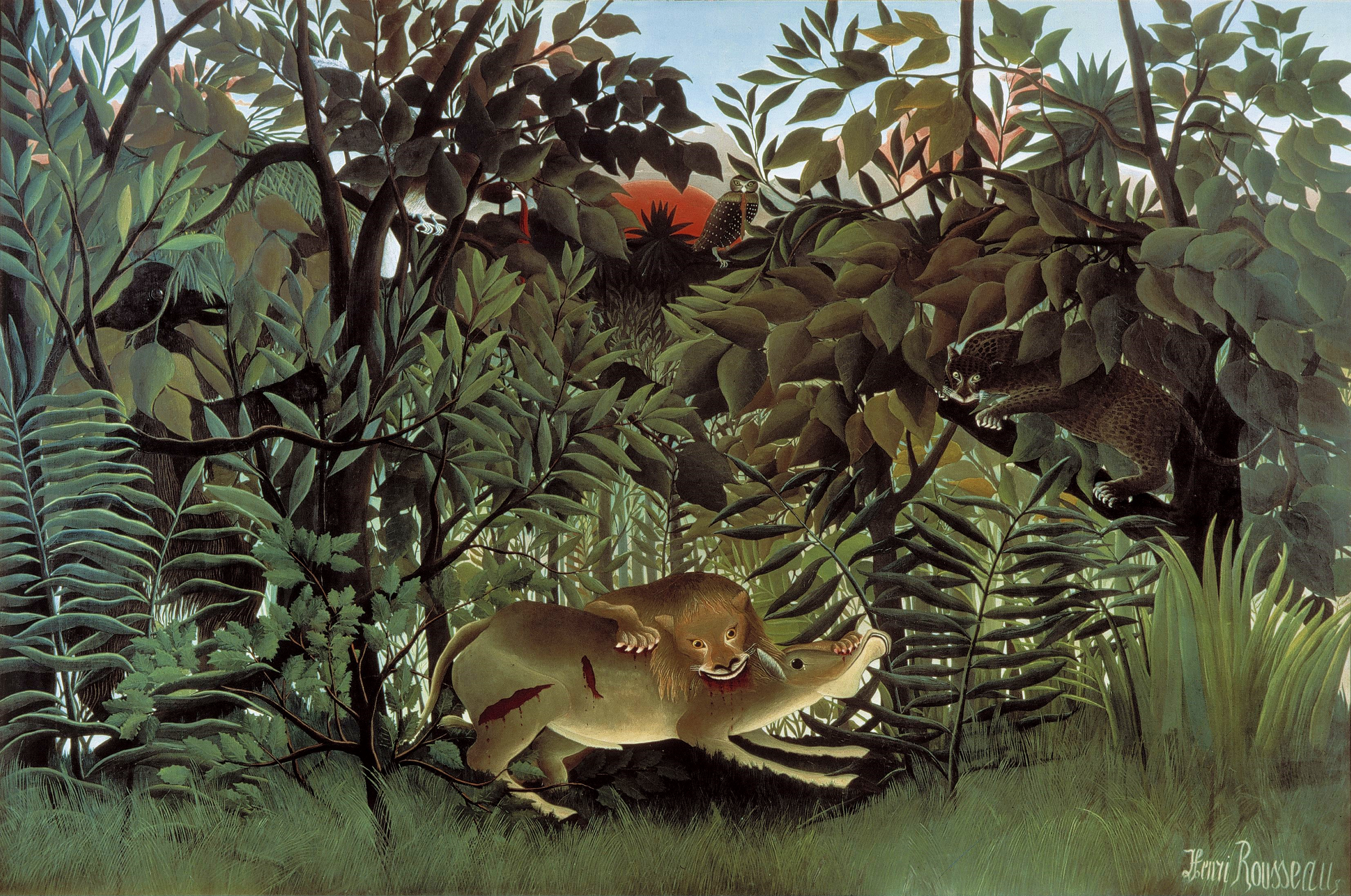
Le lion, ayant faim, se jette sur l'antilope du Douanier Rousseau. La souffrance semble être indissociable de la vie des animaux sauvages.

La théorie de l'évolution par sélection naturelle semble justifier une forme de pessimisme fondée sur une évaluation négative de la vie à l'état sauvage. Non seulement la souffrance y serait inévitable, mais elle y prédominerait. La valeur nette de la vie sauvage, c'est-à-dire sa valeur positive (le bien-être qu’elle contient) moins sa valeur négative (le mal-être qu’elle contient), serait dès lors négative. Trois raisons peuvent être invoquées en ce sens :
1. L'adaptation à l'environnement d'un type d'organisme implique la mort prématurée des organismes insuffisamment adaptés, ce qui signifie que l'environnement fait peser sur les animaux sauvages un danger de mort permanent ;
2. L'intérêt des sensations négatives (par exemple, la faim) pour la survie est supérieur à celui des sensations positives dans la mesure où elles entrainent une action (par exemple, la recherche de nourriture) ou une modification comportementale, favorisant l'apprentissage, là où le plaisir tend à inhiber l'action ou à renforcer le comportement déjà adopté ;
3. L'avantage adaptatif des comportements liés à l'évitement de la souffrance est supérieur à celui des comportements liés à la recherche du plaisir car une action d'évitement est, pour la survie, plus directement efficace qu'une action visant l'obtention d'un bénéfice.

À ces raisons s'ajoute le constat empirique de l'omniprésence, dans la nature, des conflits, de la prédation, du parasitisme, de la maladie, des accidents de toutes sortes, des aléas météorologiques, qui ensemble contribuent largement à l'évolution adaptative des animaux mais qui causent aussi chez eux d'innombrables souffrances. 
Pour le théoricien de l'évolution Richard Dawkins, la nature n'est en aucune manière bienveillante. Ce qui est en jeu dans les processus biologiques n'est rien d'autre que la survie de certaines séquences d'ADN : les gènes. Du moment que l'ADN est transmis, peu importe la quantité de souffrance qu'une telle transmission implique. Les gènes n'ont cure de la souffrance, car rien ne les affecte émotionnellement. La nature est donc indifférente au mal-être, à moins que celui-ci ait un impact sur la survie de l'ADN. Même s'il n'établit pas explicitement la prévalence de la souffrance sur le bien-être, Dawkins considère le mal-être comme étant « l'état naturel » chez les animaux sauvages : 
« Durant la minute qu'il me faut pour écrire cette phrase, des milliers d'animaux sont mangés vivants ; d'autre courent pour sauver leur vie en gémissant de peur ; d'autres sont lentement dévorés de l'intérieur par des parasites ; des milliers d'animaux de toutes sortes meurent de faim, de soif et de maladie. Il faut qu'il en soit ainsi. Si, par hasard, vient une période de prospérité, ce fait même fera augmenter la population jusqu'à ce que l'état naturel de famine et de misère soit restauré. »

Relation entre la prédation et les autres grandes stratégies alimentaires : parasitisme, herbivorie et nécrophagie. La prédation engendre une grande tension dans la nature.

La thèse de la prévalence de la souffrance sur le bien-être se retrouve chez le philosophe de la morale Oscar Horta qui soutient que c’est là une conséquence inévitable de l’évolution par sélection naturelle. Souffrance, violence et mort prématurée sont la norme dans un milieu naturel. Horta s'appuie sur la biologie des populations pour justifier son évaluation négative de la vie dans la nature. En biologie des populations, on distingue deux grandes stratégies reproductives : 
1. La stratégie K, qui consiste à maximiser les chances de survie des animaux qui naissent. Les parents donnent à leur progéniture les soins nécessaires pour ne pas qu’elle meure prématurément. Ce n’est possible que dans le cas d’une progéniture unique ou d’un nombre très limité de petits.
2. La stratégie r, qui consiste à maximiser le nombre des animaux qui naissent. Chaque fois qu’il se reproduit, un animal engendre un nombre considérable d'individus. Pour les géniteurs, il est donc très difficile, voire impossible, de prendre soin de leurs progénitures. Les animaux qui suivent cette stratégie ont de ce fait un taux de survie très faible, et ils ne bénéficient d'aucune affection de la part de leurs congénères.

D'après Horta, si tous les animaux suivaient la stratégie K, les aspects négatifs de la vie sauvage pourraient ne pas être prédominants. Mais tel n’est pas le cas. Les espèces animales qui adoptent la stratégie K sont des organismes très complexes qui résultent d’un long processus évolutif. Ce sont le plus souvent des animaux spécialisés, qui se développent dans des environnements particulièrement stables. Les conditions naturelles de la survie favorisent donc nettement la stratégie r, adoptée de ce fait par la vaste majorité des animaux sauvages. Or ce modèle de reproduction entraine inévitablement chez les êtres sensibles la prévalence de la souffrance sur le bien-être, ainsi que le nombre très élevé de morts prématurées (avant l'âge adulte).
Deux types de position éthique antagonistes peuvent être associées à la thèse de la prédominance de la souffrance dans la nature :
1. la position interventionniste selon laquelle nous avons la possibilité et le devoir d'intervenir dans la nature afin de réduire la souffrance ;
2. les positions non-interventionnistes d'après lesquelles nous ne devons ou ne pouvons pas intervenir dans la nature pour réduire la souffrance.

L'interventionnisme, souvent défendu par des philosophes antispécistes, trouve son expression la plus forte dans le courant « hédoniste » du transhumanisme (David Pearce). Le transhumanisme hédoniste soutient une conception très optimiste de nos possibilités d'action offertes par la technologie. L'interventionnisme est également défendu par certains philosophes utilitaristes (Thomas Lepeltier, Jeff McMahan, Oscar Horta) qui refusent d'accorder a priori une valeur positive à la vie sauvage existante pour la seule raison qu'elle serait « naturelle ». Les positions non-interventionnistes, quant à elles, sont prônées par la plupart des penseurs environnementalistes et peuvent être déclinées en deux tendances :
1. une tendance anti-interventionniste (conservatrice) suivant laquelle nous avons le devoir de ne pas intervenir dans la nature en vue de réduire la souffrance car cela conduirait à rompre l'équilibre des écosystèmes où la souffrance tient toute sa place ;
2. une tendance proprement pessimiste (fataliste) suivant laquelle il est vain ou même irresponsable d'intervenir dans la nature pour réduire la souffrance car cela n'entrainerait pas d'amélioration globale, ou même causerait plus de souffrance encore[N 11].

### Approche psycho-évolutive
Selon la psychologie évolutionniste, la sélection naturelle nous a équipés de mécanismes cognitifs très complexes, notamment des capacités de raisonnement, qui se sont révélés appropriés pour le genre de problèmes qui étaient importants dans l'environnement des chasseurs-cueilleurs qu'étaient nos ancêtres. Néanmoins, ces mécanismes n'ont pas été conçus pour résoudre certains types de problèmes importants, voire cruciaux, qui se posent dans le monde moderne, des problèmes impliquant par exemple des événements uniques (accidents personnels, catastrophes) ou des processus inédits (changements environnementaux, émergence de nouvelles technologies, inflation exponentielle de l'information). Nous ne serions donc pas en mesure d'affronter les défis lancés par la vie et le monde modernes sur le long terme .
Par ailleurs, la psychologie évolutionniste postule que les capacités cognitives qui ont été sélectionnées au cours de l'évolution biologique ont fondamentalement les mêmes fonctions chez l'être humain que chez les autres espèces animales dotées de telles capacités : assurer leur survie, leur développement et leur reproduction. Or, la résolution des problèmes pratiques liés à ces exigences n'implique pas les mêmes processus cognitifs ni le même type de volition que ceux qui nous permettraient de surmonter le problème moral et existentiel de la souffrance (ou de l'insatisfaction en général). Par exemple, nous ne cherchons pas naturellement à limiter nos besoins mais seulement à les satisfaire, alors que l'accroissement des besoins non vitaux constitue la principale source d'insatisfaction dans les sociétés prospères. Cela expliquerait pourquoi le niveau de développement des sociétés humaines est si faiblement corrélé avec le niveau de satisfaction des individus.